# 茅原実里
茅原 実里（ちはら みのり、1980年11月18日 - ）は、日本の女性声優、歌手。栃木県宇都宮市生まれの埼玉県育ち。フリー。
代表作は『涼宮ハルヒの憂鬱』シリーズ（長門有希）、『みなみけ』シリーズ（南千秋）、『喰霊-零-』（土宮神楽）、『境界の彼方』（名瀬美月）、『デート・ア・ライブ』シリーズ（誘宵美九）、『響け!ユーフォニアム』シリーズ（中世古香織）、『アイドルマスター』シリーズ（玲音）など。代表曲は「Paradise Lost」「TERMINATED」「優しい忘却」「SELF PRODUCER」「境界の彼方」「みちしるべ」「エイミー」など。

## 経歴

### 生い立ち
声優以外で少女時代に憧れていた職業はペットショップの店員だったという。小学生の頃は勉強は苦手だったが、図工、音楽は得意であり、絵を描くのが好きで絵画コンクールで賞状をもらっており、漫画家志望だった。小学3年生くらいから漫画を描き始める。高学年の頃にノートに漫画を描くのにも飽きて、当時はスクリーントーンのために小遣いを貯めて文房具屋でGペン、丸ペンといった画材を購入しては漫画を描き続けていた。憧れていた漫画家は尾崎南、桂正和。集英社の漫画雑誌『マーガレット』が好きであり、同誌からデビューすることを決めていた。進路を相談する三者面談では「漫画家になります」と言い張り、担任を困惑させたという。それほど熱い思いを抱いていた漫画家への夢だが、中学3年の冬に恋愛ものの読み切り短編を描きあげ漫画誌に投稿し落選したことがショックで、それまで毎日漫画を描いていたが画材を押し入れに仕舞い込み、それ以来志すことをやめた。声優になってから趣味でイラストは描き、ブログにイラストを掲載するなど絵の腕前を時折披露していた。
歌手を志すきっかけとなったのは高校時代の学園祭。仲の良い先生に頼まれ学園祭のカラオケ大会に急遽参加することが決まった茅原は嫌々ながら出場したが優勝を果たした。すると歌い終わった後に他のクラスの話したこともない女子に「あなたの歌声に感動した」と笑顔で言われたという。
歌唱することで誰かに何か伝えられるかもしれないと、高校卒業後は歌手デビューに向けてオーディションを受け続けていたがなかなかチャンスをつかめず、期間を決めて養成所に入所。そこで学んでいるときにゲーム『アイドル雀士R 雀ぐる★プロジェクト』のエンディングテーマ曲の歌唱も担当した。しかしそうではないオーディションは最終選考までは進んだもののデビューには至らず、養成所の卒業が迫っている中、ちょうど同養成所内に「声優タレントコース」が開講することに。スタッフに「茅原の声質もキャラクターも独特だから、声優としてお芝居を勉強するともっと幅が広がると思う。今の声優はいろんな仕事をしているからあなたのやりたい歌の仕事にも繋がるかもしれない」と誘われ、悩んだ末に「声優タレントコース」への転科を決意し、声優としての勉強を開始した。

### キャリア
「このオーディションでデビューが決まらなかったら人生を考え直す」と覚悟を決めて挑んだアニメ『天上天下』のオーディションで合格。2004年春、念願のタレントデビューが実現した。デビュー当初に茅原をマネジメントしたマネージャーの瀬野大介はもともとこの養成所で「声優タレントコース」のスタッフをしており、茅原の声優デビューとともにマネジメント担当となり、2017年のフリーランス転向まで13年間マネージャーを担当した。
デビュー前に國府田マリ子のラジオ番組にアシスタントとして出演していた際に関わりのあった音楽プロデューサーに、「デビューを記念してアルバムを1枚作らないか」と提案され、2004年12月にキングレコードよりアルバム「HEROINE」をリリースし、長年の夢である歌手デビューも果たすことになる。しかし、継続的なものではなく単発のリリースだったことや、当時イベントやコンサートを数多く打てない事情があったことから、歌手活動は2007年ランティスにて歌手活動を再開するまで、事実上休止となる。仕事の確保にも苦労し、ファンからの新曲を熱望する声に応えるためにギターを習い秋葉原で路上ライブを行ったり、マネージャーも必死に営業を行うなど、まさに「背水の陣」の数年間だったという。結果、『涼宮ハルヒの憂鬱』への出演が決まったことがきっかけとなり、人気が急上昇。同作の音楽プロデューサーであったランティスの斎藤滋とも出会い、紆余曲折を経てランティスでの歌手活動再開に至った。
歌手活動を再開してからは、音楽制作とリリース、ライブ活動も継続的なものとなった。日本武道館やさいたまスーパーアリーナや幕張メッセ、両国国技館などでの大会場でのライブや出雲大社奉納公演など全国規模のライブツアーを行っている。2010年度声優アワードでは『優しい忘却』で歌唱賞を受賞した。歌手活動再開当初は基本的にタイアップのつかない、オリジナルの世界観での楽曲が多かったが、自身初のアニメ主題歌『Paradise Lost』以降は、出演するアニメ作品の主題歌を歌う機会も増加した。
2021年4月2日、同年12月31日をもって歌手活動を休止することを発表。新型コロナウイルスの影響で仕事が停止し塞ぎ込む中で葛藤が強くなり「自分が退くタイミング」との思いが2020年末頃から高まり、当初は声優業を含めた完全な引退も考えたものの「今まで演じてきたものやオファーを受けていたキャラクターを別の誰かに託す事は出来ない」との思いから声優業のみの継続となり、また歌手休止とともに再度フリーに転向した。
2022年4月、YouTubeチャンネルを開設しYouTuberとして活動を開始。同月には茅原のファンクラブスタッフを務めていた黒瀬和太塁が「つないで合同会社」を設立し茅原のプロモーションや企画プロデュースを担当している。
2023年5月19日、8月4日の無料ライブ『富士河口湖町制20周年記念花火大会 茅原実里 LIVE 2023 “We are stars!”』より歌手活動を再開することを発表。翌年のデビュー20周年を控え「自分の歴史において歌は切り離せない」との思いや、過去に多くのアニメ主題歌を担当していたことから個人名義での歌手活動を行わないことで迷惑をかけたことや「作品のために歌ってほしいという思いを断てなかった」という思い、また夏のコンサートを長年行った富士河口湖町から花火大会ステージのオファーがあったことを挙げ、「継続的ではなくスポットでの活動を行う」として不定期的な形での音楽活動の方針とデビュー20周年コンサートの計画を表明した。6月2日にはYouTubeで改めて歌手再開について語り、2021年のラストライブが新型コロナウイルス対策で観客の声出しを禁じた形で開催されたことでファンの声を聴けなかった事が心残りだったことから、コロナ対策が緩和されたことも有り当初デビュー20周年を機に記念コンサートを行って一度きりの歌手活動復活を行う考えだったものの、着想から間もなくしてアニメ作品のイベントと富士河口湖町から強いオファーがあり、いずれの仕事も断ることができないとして「複数の強いオファーがなければ再開という選択肢にはならなかった」と述懐した。

### 年譜
2003年
- 六本木ヴェルファーレにて行われた、ラジオ『國府田マリ子のGM』アシスタントパーソナリティーオーディションにて選出され、4月から9月まで「声優グランプリクラブ」コーナーに出演。オーディション合格時、番組内でのアシスタント同士のジャンケンに勝ったことにより、副賞であるavex artist academyでレッスンを受ける権利を獲得して、エイベックス・プランニング&デベロップメントの前身であるアクシヴに所属する[注 1]。
- 10月に開催されたポニーキャニオン主催の『VOICE ARTIST&SINGER AUDITION「VSオーディション2003」』にて、上位4人のファイナリストに選出されるも、ゴールドプライズ（大賞）に届かなかった[30]。

2004年
- 4月から9月まで、デビュー作であるテレビアニメ『天上天下』棗亜夜役を務める[6][7][8][16]。
- 12月9日、JUGEMブログにて初代オフィシャルブログ「minorhythm」（ミノリズム）を開設。
- 12月22日、アルバム『HEROINE』（キングレコード）で歌手デビューを果たす。

2005年
- 1月13日、デビューシングル『ずっと...一緒/負けない〜一途バージョン〜』（avex mode）を発売。
- 4月から小野坂昌也、松来未祐とのラジオ『おしゃべりやってまーす木曜日』が、スタート。
- 5月から、『avex presents 茅原実里の負けないラジオ』『avex presents 茅原実里のいけないラジオ』が、スタート。
- 10月30日、秋葉原にて第1回路上ライブを開催。以後2005年11月に2回、2006年4月に2回実施[31]。

2006年
- 3月31日、ブログ本『minorhythm』を発売。
- 4月スタートのテレビアニメ『涼宮ハルヒの憂鬱』で長門有希役をつとめる[7]。
- 7月には、平野綾と後藤邑子とともに歌った『ハレ晴レユカイ』が、ゴールドディスクに認定された。
- 11月18日、バースデーイベント『LOVE LIVE 2006 〜Minori Chihara Birthday〜』にて、ランティスでの歌手活動再開を発表。
- 11月19日、第11回アニメーション神戸にて『ハレ晴レユカイ』が主題歌賞（ラジオ関西賞）を獲得。後藤邑子とともに授賞式に参加する。

2007年
- 1月24日、シングル『純白サンクチュアリィ』を発売し、ランティスで2年ぶりとなる本人名義での歌手活動を再開する[7]。
- 5月9日、ブログと連動した『茅原実里のradio minorhythm』が、ランティスウェブラジオで配信を開始した。
- 6月6日、シングル『君がくれたあの日』を発売。オリコンチャート初登場20位を獲得。
- 7月7日、『Animelo Summer Live 2007 Generation-A』に個人で初参加。その後2016年を除き2019年まで毎年出演。
- 8月11日、全国のショップ115店舗において重大発表を告知する。8月16日に会見を行い、アルバム『Contact』・PV集DVD『Message 01』の発売と、ライブ（ツアーも、後に解禁される）開催の発表を行った[32]。
- 10月24日、1stアルバム『Contact』を発売。オリコンチャート初登場11位を獲得。
- 11月18日、単発ライブ『i melody 〜Minori Chihara Birthday Live 2007〜』を開催。
- 12月26日 新録含む過去3シングルのPVと、歌手活動再開からアルバム『Contact』の発売までを追ったドキュメント映像、新曲CDを同梱した初のミュージッククリップDVD『Message 01』が発売された。

2008年
- 2月9日 - 3月23日、初のライブツアー『Minori Chihara 1st Live Tour 2008 〜Contact〜』開催[7]。
- 3月26日、シングル『Melty tale storage』を発売。
- 4月1日、初代公式ファンクラブ「m.s.s (minori smile seasons)」スタート。
- 6月25日、初のライブDVD『Minori Chihara 1st Live Tour 2008 〜Contact〜 LIVE DVD』を発売。
- 8月6日、シングル『雨上がりの花よ咲け』を発売。
- 9月13日、自身のネットラジオ『茅原実里のradio minorhythm』の公開録音をC.C.Lemonホールにて開催。その直後にシークレットでアルバム『Parade』の制作発表と2ndライブツアー決定を発表。両イベントを続けてニコニコ生放送で中継した。
- 11月3日、早稲田大学にて『茅原実里トークショーin早稲田祭2008〜早稲田に来たぞ、このバカ野郎〜』を開催。
- 11月5日、自身もヒロイン・土宮神楽役で出演するテレビアニメ『喰霊―零―』のオープニングテーマシングル、『Paradise Lost』を発売。テレビアニメの主題歌を個人名義で担当するのはこれが初である。
- 11月16日、ファンクラブ『m.s.s』の初のFC限定イベント『MINORI'S BIRTHDAY VOL.1』が開催。
- 11月26日、2ndアルバム『Parade』発売[33]。自己最高初動売上枚数を更新した。
- 12月7日、榊原ゆいと共に台北の台湾大学総合体育館にて『台湾 “Dream Stage - Yui & Minori -”』開催。また、ライブ前日の12月6日には同公演に合わせた旅行イベント『Minori Chihara in Taiwan 台湾Dream Stageオフィシャル応援ツアー』の一環としてウェルカムパーティーイベントを実施。

2009年
- 1月、佐藤利奈と井上麻里奈と共に歌った『みなみけ おかえり』オープニングテーマ「経験値速上々↑↑」が、オリコン週間シングルチャートで10位を獲得。
- 2月4日、ミュージッククリップDVD『Message 02』発売。
- 2月7日より、2ndライブツアー『Minori Chihara Live Tour 2009 〜Parade〜』開催[33]。
- 6月3日、シングル『Tomorrow's chance』を発売。本作よりランティス内の新レーベル「GloryHeaven」に配属[注 2]。
- 6月、『涼宮ハルヒの憂鬱（2009年版）』がスタート。平野綾・後藤邑子と共に、エンディングテーマ『止マレ!』を歌う。
- 7月11日・12日、マレーシアで開催された『DaiCon -大コン-』に参加。
- 8月1日・2日、初野外ライブ『Minori Chihara Live 2009 "SUMMER CAMP"』開催。
- 10月23日、自身初の写真集『Crescendo』を発売。
- 11月14日・15日、ファンクラブ『m.s.s』の2度目の限定イベント『MINORI'S BIRTHDAY VOL.2』を開催。
- 12月12日、公認応援店キャンペーン『TEAM minorhythm』を開始。通販を含む全国のアニメショップ139店を公認店に指定し『PRECIOUS ONE』から『Sing All Love』発売前までにかけ、茅原の最新状況を伝える情報紙『The News of Minori Chihara』全7号の掲示や店員のオリジナルエプロン着用などを展開。
- 12月14日、自身の既存曲がiTunes Storeにて配信が開始。
- 12月23日、7thシングル『PRECIOUS ONE』を発売。オリコン週間シングルチャートで初登場5位を獲得した。
- 12月31日、2009年ファイナルライブ『Minori Chihara Live 2009 Final』と初のカウントダウンライブ『Minori Chihara Countdown Live 2009-2010』の2公演を開催。

2010年
- 2月17日、3rdアルバム『Sing All Love』を発売。オリコン週間アルバムチャートで初登場6位を獲得した。
- 2月24日、劇場版『涼宮ハルヒの消失』の主題歌を収録した8thシングル『優しい忘却』を発売。
- 4月3日、自身のネットラジオ『radio minorhythm』の公開録音を新木場STUDIO COASTにて開催。「PRECIOUS ONE」「Sing All Love」「優しい忘却」の連動キャンペーンとして3作の応募券を集めて応募し抽選で選ばれた当選者を招待した[34]。また本イベントにて『Minori Chihara Live Tour 2010 〜Sing All Love〜』の追加公演として自身初の日本武道館公演を発表した[35]。
- 4月7日、ミュージッククリップDVD『Message 03』が発売。オリコン週間音楽DVDチャートで初登場7位を獲得した。同日、バンドメンバーの室屋光一郎が率いるインストゥルメンタルユニット『Crustacea』が、カバー・アルバム『Unification 〜Melody from Minori Chihara〜』を発売。
- 4月10日より、3rdライブツアー『Minori Chihara Live Tour 2010 〜Sing All Love〜』を開催[36]。
- 5月30日、初の日本武道館公演として3rdライブツアーの追加公演を開催[7]。
- 7月21日、9thシングル『Freedom Dreamer』を発売。
- 8月7日・8日、野外ライブ『Minori Chihara Live 2010 "SUMMER CAMP 2"』を開催。
- 10月8日 - 10日、アメリカのニューヨークで開催された『New York Anime Festival』に参加した。
- 11月10日、『Minori Chihara Live Tour 2010 〜Sing All Love〜 LIVE DVD/Blu-ray』を発売。オリコン週間音楽DVDチャートで初登場10位を獲得した。
- 11月13日、14日、ファンクラブ『m.s.s』の3度目のFC限定イベント『MINORI'S BIRTHDAY VOL.3』を開催。
- 12月25日、ユニバーサル・スタジオ・ジャパンでミニライブ『Minori Chihara Xmas Party 2010 at Universal Studios Japan (R)』を開催。

2011年
- 2月9日、10thシングル『Defection』、11thシングル『KEY FOR LIFE』を発売。また、自身初のシングル2枚同時リリースとなる。また、同日に横浜BLITZで『Minori Chihara Live 2010 "SUMMER CAMP 2"』のフィルムコンサートを開催。
- 2月12日 - 5月8日、全国のZepp系のライブハウスでの4thライブツアー『Minori Chihara Live Tour 2011 〜Key for Defection〜』を開催。当初は3月21日までの予定であったが東日本大震災の影響で東京、札幌公演が5月に延期された。
- 2月23日、『Minori Chihara Live 2010 "SUMMER CAMP 2" LIVE DVD/Blu-ray』を発売。
- 3月5日、第5回声優アワード歌唱賞を受賞[7]。
- 7月6日、12thシングル『Planet patrol』を発売。
- 8月5日 - 7日、野外ライブ『Minori Chihara Live 2011 "SUMMER CAMP 3"』を開催。
- 8月26日、Key for DefectionツアーのライブCD『Minori Chihara Live Tour 2011 〜Key for Defection〜 LIVE CD+PHOTO BOOK』を発売。
- 9月6日、2冊目の写真集『Memories』を発売。
- 10月19日、13thシングル『TERMINATED』を発売。約3年ぶりにテレビアニメの主題歌に起用された。
- 11月13日・18日、ファンクラブ『m.s.s』の4度目のFC限定イベント『MINORI'S BIRTHDAY VOL.4』を開催。
- 11月20日、自身初のアコースティックライブ『Minori Chihara Acoustic Live 2011』を開催。
- 12月31日、2年ぶりにファイナルライブ・カウントダウンライブ『Minori Chihara Live 2011 Final』『Minori Chihara Countdown Live 2011-2012』を開催。

2012年
- 2月29日、4thアルバム『D-Formation』を発売[37]。同作品の発売を記念したアコースティックミニライブ『Minori Chihara Acoustic Live 〜A-Formation〜』を開催[38]、オリコン週間シングルチャートで初登場3位を獲得し、自身初となるトップ3入りを果たした[39]。
- 3月3日、サポートバンド『CMB』が、初の単独コンサート『CMB 1st LIVE 〜SOUND MAJESTY〜』を開催[40]。茅原もアンコール後の和太鼓演奏者として出演した[41]。
- 3月13日、富士急ハイランドの絶叫大使に認定された[42]。
- 3月21日、14thシングル『Celestial Diva』を発売[43]。iPhone、iPod touch、iPad用ゲーム『ケイオスリングス II』のテーマソングに起用され、歌手活動再開後の作品では自身初のゲーム作品のタイアップ楽曲となった。
- 4月4日、ミュージッククリップDVD『Message 04』が発売[37]。
- 4月7日より、初の全公演ホール会場で開催された5thコンサートツアー『アニメロミックス Presents Minori Chihara Live Tour 2012 〜D-Formation〜 supported by JOYSOUND×UGA』を開催[43][44]。なお、茅原のコンサートツアー名に協賛企業名が付くのは初。
- 6月16日・17日、幕張メッセイベントホールにて初のアリーナライブ『アニメロミックス Presents Minori Chihara Live 2012 supported by JOYSOUND×UGA ULTRA-Formation/PARTY-Formation』を開催。これを記念しニコニコ生放送にて茅原実里 初アリーナ公演記念特番『茅原実里のNICONICO-Formation in ニコニコ生放送』が5月9日21：00から25：00まで放送された[45]。
- 7月2日、『Minori Chihara Live 2011 "SUMMER CAMP 3" Live Blu-ray』を発売。なお、茅原のライブ映像作品では初のLantis OFFICIAL WEB SHOPからの発売、Blu-ray Discのみの発売となった。また、『アニメロミックス Presents Minori Chihara Live Tour 2012 〜D-Formation〜 supported by JOYSOUND×UGA』[46]、『アニメロミックス Presents Minori Chihara Live 2012 supported by JOYSOUND×UGA ULTRA-Formation/PARTY-Formation』のライブ会場限定で先行販売が行われた[47]。
- 7月11日、15thシングル『ZONE//ALONE』を発売[48]。
- 8月4日・5日、4度目の野外ライブ『アニメロミックス Presents Minori Chihara Live 2012 "SUMMER CAMP 4" supported by JOYSOUND×UGA』を開催[49]。
- 8月20日、『ZONE//ALONE』の発売記念キャンペーンとして品川ステラボールでホライゾン・アリアダスト賞として『TVアニメ「境界線上のホライゾンII」第7話 関東最速上映会』、茅原実里賞としてトークイベント『茅原実里先生の特別ゼミ 2012〜夏〜』を開催。
- 10月24日、16thシングル『SELF PRODUCER』を発売[50]。
- 11月14日、『Minori Chihara Live 2012 ULTRA-Formation/PARTY-Formation Live Blu-ray』を発売[51]。
- 11月18日、5年ぶりのバースデイライブ『アニメロミックス Presents Minori Chihara Birthday Live 2012 supported by JOYSOUND』を開催[50]。
- 12月26日、Crustaceaのカバーアルバム『Unification3 Melody feat Minori Chihara』を発売。『Unification』シリーズでは茅原が初のゲストボーカルとして参加している[52]。

2013年
- 1月23日、『Minori Chihara Live 2012 ULTRA-Formation/PARTY-Formation Live DVD』を発売[53]。
- 2月16日・17日、ファンクラブ『m.s.s』のスペシャルプレミアムアコースティックライブ『m.s.s Premium Acoustic Live featuring Crustacea』を開催[54]。
- 3月13日、自身初のカップリングベストアルバム『Minori Chihara B-side Collection』を発売[55]。
- 3月31日、エイベックス・プランニング&デベロップメントを退所[56][57][58][59]、同日にファンクラブ『m.s.s』も解散した[56][57]。事務所の卒業を決めた理由は独りになりたかったからだという[60]。
- 4月1日、新ブログ『Smile Days』を開設し、『minorhythm』の終了を発表[61]。新ブログにて個人事務所の設立を発表[58]。
- 4月2日、個人事務所「株式会社M-Peace」を設立し、リンクアーツとマネジメント契約を締結[59]。
- 4月24日、17thシングル』この世界は僕らを待っていた』を発売[62]。
- 6月1日、2代目公式ファンクラブ『M-Smile』を開設[63]。
- 6月26日、『Minori Chihara Birthday Live 2012 LIVE DVD/Blu-ray』を発売[64]。
- 8月3日・4日、5度目の野外ライブ『アニメロミックス Presents Minori Chihara Live 2013 "SUMMER DREAM"』を開催[63]。
- 10月30日、18thシングル「境界の彼方」を発売[65]。
- 10月30日、11月3日、18thシングル「境界の彼方」の発売記念イベントをダイバーシティ東京、あべのキューズモールで開催[66]。
- 12月11日、5thアルバム『NEO FANTASIA』を発売[67]。
- 12月23日、クリスマスライブ『Minori Chihara Xmas Party 2013』を開催[68]。

2014年
- 2月26日、19thシングル「FOOL THE WORLD」を発売[69]。
- 4月19日 - 5月11日、6thライブツアー『アニメロミックス Presents Minori Chihara Live Tour 2014 〜NEO FANTASIA〜 supported by JOYSOUND』を開催[70]。
- 5月16日、アイアシアタートーキョーにて重大発表記者会見を実施。デビュー10周年を迎えての活動内容として自身ランティスアルバムのハイレゾ音源配信、アーティストブック『LOVE LETTER』の発売、2014年8月2日・3日に河口湖野外ライブ『SUMMER DREAM2』の開催、ベストアルバム・PV集BDの発売、2014年11月18日に自身二度目の日本武道館ライブ開催などの発表を行った[71]。
- 7月23日、20thシングル「向かい風に打たれながら」を発売。[72]
- 8月2日・3日、6度目の野外ライブ『MINORI CHIHARA LIVE 2014 "SUMMER DREAM 2" supported by JOYSOUND』を開催[73]。
- 9月1日、7年ぶりの地上波ラジオでの冠番組『茅原実里 SANCTUARY』を開始。
- 9月10日、自身初のベストアルバム「SANCTUARY 〜Minori Chihara Best Album〜」、自身初のミュージッククリップ集ブルーレイ『Crystal Box 〜Minori Chihara Music Clip Collection〜』を発売[74]。e-onkyo music store、moraにてランティスで発売された自身のオリジナルアルバム5作のハイレゾ音源の配信を開始[75]。
- 11月18日、日本武道館にてデビュー10周年記念ライブ『Minori Chihara 10th Anniversary Live 〜SANCTUARY〜』を開催[76]、デビュー10周年記念アーティストブック『MINORI CHIHARA 10th ANNIVERSARY ARTIST BOOK LOVE LETTER』を発売。

2015年
- 3月25日、セルフカバー・シンフォニックアルバム「Reincarnation」を発売。
- 4月22日、21stシングル「会いたかった空」を発売。
- 5月6日、フルオーケストラライブ『Minori Chihara Symphonic Concert 2015 〜Reincarnation〜』を NHKホールで開催。チケットは即日完売した。
- 6月24日、22ndシングル「ありがとう、だいすき」を発売。
- 8月1日・2日、7度目の野外ライブ『MINORI CHIHARA LIVE 2015 "SUMMER DREAM 3"』を開催[77]。
- 11月18日、23rdシングル「恋」[78]と「Minori Chihara 10th Anniversary Live 〜SANCTUARY〜」のLive Blu-ray＆DVDを発売。

2016年
- 2月24日、ライブBD『Minori Chihara Symphonic Concert 2015 〜Reincarnation〜 Blu-ray』を発売。
- 4月6日、6thアルバム「Innocent Age」をリリース。
- 6月18日 - 7月18日、7thライブツアー『Minori Chihara Live Tour 2016 〜Innocent Age〜』を開催。
- 7月29日、2010年から2016年にかけての『声優グランプリ』誌連載企画などをまとめた写真集『Minorin Collection』を発売。
- 8月6日・7日、8度目の野外ライブ『MINORI CHIHARA LIVE 2016 "SUMMER DREAM 4"』を開催。
- 12月14日、ライブBD『Minori Chihara Live Tour 2016 〜Innocent Age〜 LIVE BD』を発売。

2017年
- 4月16日 - 5月27日、8thライブツアー『Minori Chihara Live Tour 2017 〜Take The Offensive〜』を開催。本公演は2011年以来6年ぶりのZepp系ライブハウスでのライブとなり、追加公演としては自身初となる豊洲PITでの公演を行った。
- 5月31日、3月末でのリンクアーツとの専属契約満了を公表し今後フリーとして活動を継続することを宣言[22]。ブログとファンクラブは個人事務所M-Peaceに移管され存続。
- 7月22日、週刊文春のニコニコ生放送番組『文春砲LIVE』にて一般男性との交際が報じられ、同日の自身ブログで交際の事実を公表[79][80]。
- 8月4日 - 6日、9度目の野外ライブ『MINORI CHIHARA LIVE 2017 "SUMMER DREAM 5"』を開催。2011年『SUMMER CAMP 3』以来の3日間開催となり、6日公演にて2007年のランティス1stライブ『i melody』以来単独ライブ100公演を達成[7]。
- 10月13日 - 15日、自身のファンクラブ『M-Smile』発足5周年を記念し、沖縄にて会員限定旅行イベント『M-Smile Presents MINORIN TRAVEL 2017 in OKINAWA 〜なんくるないさー〜』を開催。
- 11月18日、ネットラジオ『茅原実里のradio minorhythm』の配信10周年を記念し、ニッショーホールにて公開録音イベント（昼夜2回公演）を実施。夜公演はファンクラブ限定公演として開催。
- 12月27日、舞浜アンフィシアターにて『Minori Chihara Live 2017 〜弦楽四重奏の調べ〜（昼公演）』『Minori Chihara Live 2017 〜BOUNENKAI〜（夜公演）』と題して昼夜2回のライブを開催。同日のライブ物販で弦楽四重奏のボーカルカバーアルバム『Minori with Strings Quartet 〜弦楽四重奏の調べ〜』を先行販売。演奏にはサポートメンバーの室屋光一郎ストリングスが参加する。

2018年
- 1月31日、24thシングル『みちしるべ』を発売。
- 3月10日 - 4月1日、初の座長公演として朗読劇『minori's theater 〜CRAZY MANSION!!〜』を開催。
- 4月4日、FM-FUJIにて冠ラジオ番組『茅原実里のミスサンシャイン』を開始。ランティスウェブラジオ終了に伴い「茅原実里のradio minorhythm」をHiBiKi Radio Stationに移管。
- 4月7日、出雲市の出雲大社で自身初の奉納公演を開催。また、ライブ翌日の4月8日には同公演に合わせた会員限定旅行イベント『M-Smile Presents MINORIN TRAVEL 2018 in 出雲』の一環として打ち上げランチパーティーイベントを実施。
- 6月6日、25thシングル「Remained dream/Hopeful "SOUL"」を発売。
- 6月22日、山梨県より2009年からの河口湖野外ライブの功績を評価され「やまなし大使」に任命。
- 8月4日・5日、10度目の野外ライブ『SUMMER CHAMPION 2018 〜Minori Chihara 10th Summer Live〜』を開催。4日には河口湖公演10周年を記念した記念植樹も行われた。
- 9月26日、7thアルバム『SPIRAL』を発売。

2019年
- 1月20日 - 3月9日、9回目のライブツアー『Minori Chihara Live Tour 2019 〜SPIRAL〜』を開催。
- 4月1日、ホリプロインターナショナルへの移籍を発表[81]。移籍理由としてはホリプロ退所後に音楽活動の拡大を目的としていた事を公表している[82]。
- 6月6日、LINE公式アカウントとLINEブログに新公式ブログを開設しJUGEMブログ『Smile Days』を終了。
- 7月3日、配信シングル『美歌爛漫ノ宴ニテ』を発売。
- 8月3日・4日、11度目の野外ライブ『SUMMER CHAMPION 2019 〜Minori Chihara 11th Summer Live〜』を開催。
- 9月4日、26thシングル『エイミー』を発売。
- 11月18日、デビュー15周年記念ライブ『15th Anniversary Minori Chihara Birthday Live 〜Everybody Jump!!〜』を開催、Amazon Music・Apple Music・Google Play Music・Spotifyでのサブスクリプション音楽配信を開始。
- 12月4日、27thシングル『Christmas Night』を発売。
- 12月11日 - 16日、アメリカ・ハワイにて会員限定旅行イベント『M-Smile Presents MINORIN TRAVEL in Hawaii』を開催。

2020年
- 2月5日、2枚目のベストアルバム「SANCTUARY II〜Minori Chihara Best Album〜」を発売。
- 3月18日、デビュー15周年記念写真集『minoreal』発売。
- 5月12日、写真週刊誌『FLASH』にてバイオリニスト室屋光一郎との2010年から6年間の不倫関係と一般男性との2020年4月頃の不倫が報じられ[83]、自身のブログで一部事実であることを認めファンと関係者に向けて謝罪[84][85]。
- 7月30日、ニコニコチャンネル『茅原実里のホントにっ!?』を開設。8月1日のSUMMER CHAMPION終演後の生配信の後8月21日から2021年12月まで月1回の本配信を実施。
- 8月1日、配信ライブとして12度目の野外ライブ『SUMMER CHAMPION 2020 〜Minori Chihara 12th Summer Live〜』を開催。当初は8月1〜2日の開催を予定していたが、新型コロナウイルスに伴い中止発表の後無観客配信公演に変更。

2021年
- 4月2日、同年12月31日をもって歌手活動を休止することを発表[25]。
- 6月2日、ライブBD『15th Anniversary Minori Chihara Birthday Live 〜Everybody Jump!!〜』を発売。
- 6月30日、2代目公式ファンクラブ「M-Smile」を解散。解散による本サービスの終了後はオーケストラライブ『Graceful bouquet』に際してのチケットシェアリング等のチケット業務を行い完全終了とした。
- 8月7日・8日、13度目の野外ライブ『SUMMER CHAMPION 2021〜Minori Chihara Final Summer Live〜』を開催。
- 9月12日、2度目のオーケストラライブ『Minori Chihara ORCHESTRA CONCERT 2020「Graceful bouquet」』振替公演を開催。当初は2020年5月30日開催を予定していたが新型コロナウイルスの影響で同年11月18日に延期予定とし[86]、その後再延期となっていた[87]。
- 11月18日、音楽活動休止前最後の音楽作品としてミニアルバム『Re:Contact』を発売。
- 12月22日、ライブBD『Minori Chihara Live Re:Collection〜SUMMER CHAMPION 2021 & ORCHESTRA CONCERT 2020〜』を発売。
- 12月26日、音楽活動休止前最後のライブ『Minori Chihara the Last Live 2021 〜Re:Contact〜』を神奈川県民ホールで開催。同公演の模様はアニマックスにて生中継された。

2022年
- 3月31日、同日付で所属事務所ホリプロインターナショナルを退所し、以後はフリーで活動していくことを報告[11]。また、LINEブログを終了することを明らかにした[11]。
- 4月1日、公式YouTubeチャンネル『minorhythm』を開設。
- 4月29日、公式Youtubeの収益化が承認される。
- 5月11日、ライブBD『Minori Chihara the Last Live 2021 〜Re:Contact〜』を発売。
- 7月24日、公式YouTube登録者数1万人突破を記念し初のライブ配信『ミノリズム1万人記念生配信で乾杯しよ』を実施。
- 12月23日 - 25日、一人芝居形式の舞台公演『メリーの不思議な夢』を河口湖円形ホールで開催[88]。春陽漁介が脚本・演出を担当。公演後の12月30日には自身Youtubeチャンネルで千秋楽本編の無料配信を開始[89]。

2023年
- 5月19日、8月の富士河口湖町花火大会でのライブから不定期的なスタイルでの音楽活動の再開を表明[28]。
- 8月4日、富士河口湖町で2年ぶりの単独ライブとなる無料ライブ『富士河口湖町制20周年記念花火大会 茅原実里 LIVE 2023 "We are stars!"』を開催。また本公演に関連し8月4日から6日にかけ旅行イベント『ミノリトラベル〜いっくよー!山梨〜』を河口湖・相模湖周辺にて開催し旅行参加者向けの優先観覧席と終演後のアフターパーティイベントを設けた。
- 12月22日 - 24日、一人芝居『ヘルプミー』を河口湖円形ホールにて開催。岡本貴也が脚本・演出を担当。24日の千秋楽は有料生配信を実施。

2024年
- 3月18日 - 24日、シアターギルド代官山でドキュメンタリー映画『Minori Chihara Documentary Live Movie “We are stars!”』を上映[90]。3月31日から4月7日にはイープラス「Streaming+」にて有料配信を実施。
- 4月20日 - 21日、中国2都市で海外公演『茅原実里オーケストラコンサート2024』を開催。
- 7月25日 - デビュー20周年記念写真集『Holiday』を発売[91]。
- 8月3日 - 4日、河口湖ステラシアターでデビュー20周年記念ライブ『茅原実里 20th Anniversary Live “Historical Parade”』を開催。
- 12月10日 - 22日、河口湖円形ホールでアコースティックライブ『Minori Chihara 20th Anniversary LIVE “Sing a Song”』を開催。

2025年
- 2月28日、LINE CUBE SHIBUYAにて単発ライブ『Minori Chihara LIVE “Message”』を開催[92]。
- 3月1日、配信シングル『Message』をリリース[93]。
- 3月31日、2022年の舞台公演『メリーの不思議な夢』の劇伴曲を収録した配信アルバム『メリーの不思議な夢 サウンドトラック』をリリース。
- 8月2日、配信シングル『この星は』をリリース[94]。
- 8月2日・3日、河口湖ステラシアターにてオーケストラコンサート『Billboard classics 茅原実里 Symphonic Concert "Harmony"』を開催。
- 11月18日、ライブBD『Minori Chihara LIVE "Message" Blu-ray』を発売予定。
- 12月6日、昭和大学上條記念館上條ホールにてアコースティックライブ『Minori Chihara LIVE “Sing a Song II”』を開催予定。

2026年
- 3月1日より、東京都江戸川区・千葉市などで「Minori Chihara LIVE 2026（仮題）」を開催予定。

## 人物
姉と弟がいる。
『野球一家の中で育った』と自ら語るほど、家族揃って野球好きである。プロ野球では父の影響から読売ジャイアンツを特に応援している。高校時代には野球部のマネージャーをやっていた。高校野球の土壇場での劇的な展開が好きであるという。夏の甲子園で優勝した大阪桐蔭高校を祝福する内容でブログを書いたこともある。
少年野球チーム、ソフトボールのコーチをしていた経験がある父の影響で中学時代はソフトボール部に所属し、レギュラーであった。打順は2番でスイッチヒッター、ポジションはセンターであった。部の監督を今でも尊敬しており、父が勤務先を知っていると聞き、帰省時に会いに行ったことがある。その時は、当時発売されたばかりのアルバム「Parade」と、自分が巻頭表紙特集だった「Pick-up Voice」Vol.13を手土産として持参した。
中学時代に「紅みゆな」のペンネームで描いた漫画「あなたからのホワイトクリスマス」は有料放送のラジオ番組おしゃべりやってまーす木曜日の放送内で、内容を再構成して新たにラジオドラマ化をするコーナー企画にまで発展した。
趣味はギターの演奏。自分のアコースティック・ギターに「ゴー君」「レイン」などと名前をつけて大切にしている。後述のストリートライブにおいてはもちろん、ライブの席上など人前で弾き語りを披露することもある。
尊敬する声優は『天上天下』で姉妹役を演じた久川綾を挙げている。
本来歌手志望であったこともあり、養成所で勉強するまでは声優になるイメージが一切湧かなかったという。しかし、仕事を重ねていくうちに「茅原実里は声優であって、歌手でもある」と発言するほど、今では声優の仕事も歌手の仕事も同じくらい大切にしている。
2004年12月9日からは自分の存在を少しでも人に知ってもらえるようにという思いから公式ブログを開始し、以降2019年まで約15年間ほぼ毎日更新していた。初代オフィシャルブログ「minorhythm」は、風邪の日以外基本的に毎日一回更新を継続させていた。その後事務所移籍に伴い2013年3月30日をもって更新を終了し翌日より新たなオフィシャルブログ「Smile Days」、ホリプロインターナショナルへの移籍後2019年6月6日の更新を最後にJUGEMでもブログ更新を終了し、LINEブログ「茅原実里オフィシャルブログ」に移行し2022年3月で一連のブログ更新を終了した。この他京都アニメーション放火殺人事件以降2019年7月21日までのブログ更新の停止や、2020年5月13日から7月31日にかけては不倫報道に伴い更新自粛を行い、音楽活動休止後の2022年1月から3月は不定期更新としていた。
2016年よりInstagramの更新を開始。また2017年以降、Twitter上のスタッフアカウントにも不定期で茅原本人も投稿している。2019年6月にはLINEブログ開設とともにLINE公式アカウントを開設。

### 嗜好
好きな食べ物として、茹でたエビ、サーモン、カボチャ、アボカドを挙げている。なかでも特に海老に関するネタを度々ブログに投稿している。
小学生の時、父親からもらった犬のぬいぐるみ『ムク』は今も愛犬とし、大切にしている。
引っ越しが大好きで、一人暮らしを始めて以降2014年までに11回、2019年までに延べ13回の引っ越しを行っており、デビュー10周年記念写真集「LOVE LETTER MINORI CHIHARA 10th ANNIVERSARY ARTIST BOOK」では「引っ越しをすると気持ちがリフレッシュできるし元気になれる」と述べるとともに過去10か所の居住地での撮影ロケが行われた。
かつてはチロルチョコの「きなこもち」を好み「きなこもちのチロルチョコ普及委員会の委員長」を自称し、きなこもち以外にも新商品が出た際にはブログで紹介し感想を述べたりと、日頃からチロルチョコへの愛を発信し、企画で福岡県のチロルチョコ製造工場を見学したり、ファンクラブイベントでオリジナルのチロルチョコを配布したこともあったが、その後2022年時点では年齢を重ねる中でチョコレートを好まなくなったことを公表し「チョコレートを食べるとすればチョコレート効果」と発言している。

#### アーティスト
こよなく愛するアーティストとして尾崎豊の名を挙げている。尾崎の存命中に曲を聴く機会はあまりなかったものの、死後、楽曲に改めて魅せられ、アルバムなどを買い集めるようになったという。声優・歌手として仕事をすることに反対していた父に、尾崎の代表曲である『卒業』を歌って聴かせたところ、考えを改め認めてくれたと語っている。
他にもB'zが好きで、ブログやラジオ『茅原実里のradio minorhythm』でも度々話題に上がっている。ボーカルの稲葉浩志の実家であるイナバ化粧品店に赴いて商品を購入したり、ブログで誕生日を祝ったりしている。以前はファンクラブにも入会していた。また、稲葉が好んで着用するタンクトップの姿に男性的な魅力を感じるという。
2014年頃より玉置浩二のコンサートに頻繁に足を運び、ファンクラブにも入会しているという。

### 特技
丸文字は茅原を代表する個性の一つである。個性的でフォントのような筆跡はブログ本やアーティストブック『LOVE LETTER』の中で見ることができる。少女時代に学校で手紙を友達同士で交わすことが流行り、可愛らしい文字を意識して書いているうちに筆体がどんどん丸文字になっていったという。成人してからも基本的に変わらず継続している。ただ、一文字をマスいっぱいに使うため、カタカナが読み間違えられてしまうこともしばしば有り困ることもある。小学生の頃は、硬筆3段・毛筆4段：毛筆を習っていた。

アニメ『Aチャンネル』では、自身が担当するキャラクター鬼頭先生のポエム帳の字も担当している。福原香織は初めて見たときはカルチャーショックだったという。ゲーム『いますぐお兄ちゃんに妹だっていいたい!』では、自身が担当するキャラクター三谷歩夢の日記の字も担当している。

### 逸話
- 知名度が上がるきっかけとなったアニメ『涼宮ハルヒの憂鬱』に出演する前は、秋葉原でたびたびストリートライブを行っていた。最後のストリートライブは2006年4月9日である[31][113]。
- アルバム「HEROINE」以来、本人名義CDを出していなかったが、シングル『純白サンクチュアリィ』を発売して、歌手活動を再開した。なお、発売記念キャンペーンとして、東京・横浜を始め、名古屋・関西を巡る『Re:Birth tour』と称したものを開いた[114]。
- 2009年から2021年にかけ、8月第1週の週末に河口湖ステラシアターにて、毎年欠かさず野外ライブを開催した。開催当初は『SUMMER CAMP』（通称サマキャン）、2013年から2017年まで「SUMMER DREAM」（通称サマドリ）と改題し、2017年時点で9年連続で河口湖ステラシアターで最多の公演数となる通算20回の公演を行っている。その後2018年より河口湖公演10周年を記念し『SUMMER CHAMPION』に再改題の上2021年まで行われた。
  - 公演当日は、富士急行の協力により地元を走る富士急行線とタイアップを行い、無観客開催の2020年を除いて開催期間中に普通列車車両に専用のヘッドマークを取り付け、車内広告や車内アナウンスも全て茅原実里仕様とした特別列車が運転された[115]。2014年には車体側面にもSUMMER DREAM装飾を施した特別車両を運行した[116]。さらに河口湖駅にはライブの開催記念の横断幕と等身大パネルが設置される。これにあわせて2019年までは茅原本人も駅に訪れ、電車で来場するファンを出迎え一緒に記念撮影をすると共に、等身大パネルに直筆サインを記入することも恒例行事となっていた。町内の至る所に茅原のポスターが掲出されたり、茅原の楽曲が放送されるなど、地元の町民からも熱い協力と支持を得ている。
  - 2020年には新型コロナウイルスに伴い無観客配信で開催されたSUMMER CHAMPIONライブに際しエンディング映像に富士河口湖町の副町長や地元店舗からのビデオメッセージ映像が収録された。また同年にはシアター維持費調達を目的とした富士河口湖町ふるさと納税のステラシアター返礼品に茅原が最初の申込みを行い[117][118]、返礼品の真鍮製ネームプレートは特別仕様として茅原直筆の丸文字を刻印したものが設置されることとなり[119]、この他斎藤滋ら茅原の関係スタッフ3名も真鍮プレート設置を含む納税を行っている[120]。
- デビュー前から日本武道館やドームで開催されるアーティストのライブに足を運び、その度にそれらの場所で自身のライブを実現させたいと思っていたという。特に日本武道館への思い入れは強く、ランティスでの歌手デビューから3年経った2010年に単独公演を実現させた。武道館ライブを志す具体的なきっかけは、2005年1月の水樹奈々の日本武道館公演であるという[121]。
  - また2014年、野外ライブ「SUMMER DREAM2」のMCにて「もっと上の会場を目指して欲しいと言われることもあるが、自分の夢はずっと武道館なのではないかと最近思う」と武道館のステージへの強い思い入れを語り[122]、同年開催予定であったデビュー10周年を記念するアニバーサリーライブの会場も本人の熱望によって日本武道館が選ばれた。偶然にも開催日は本人の誕生日である11月18日となり、茅原2度目の日本武道館公演はデビュー10周年と茅原のバースデーを祝福する盛大なライブとなった。

### YouTube
2022年12月の河口湖円形ホールでの一人芝居公演『メリーの不思議な夢』に向けて、「ライブ以外で自分のことを知ってもらう場所が必要」「改めて茅原実里という人間に興味を持ってもらいたい」との思いからYoutubeチャンネル「ミノリズム」を開始、デビュー時から行っていたブログやラジオでの「Minorhythm」を現代にアップデートさせた位置づけとした。
本職である声優業の話題や食事・旅行など様々なジャンルの動画を投稿しており、初期には主に金曜・日曜の午後9時に動画投稿を行っていたが、その後は主に出演イベントに関連した動画を不定期に投稿する他毎年11月18日の誕生日には前夜からの生配信も展開した他、2025年春からはイベント感想などの雑談を主に展開する生配信「ただのテスト配信」シリーズを展開。

## 出演
太字はメインキャラクター。

### テレビアニメ
2004年
- サムライガン（お花）
- 天上天下（棗亜夜）

2005年
- うえきの法則（メモリー / 花村たまこ）
- おくさまは女子高生（カフェの店員）
- MAJOR（2005年 - 2010年、鈴木綾音） - 5シリーズ

2006年
- 涼宮ハルヒの憂鬱（2006年 - 2009年、長門有希） - 2シリーズ
- 貧乏姉妹物語（彼女）
- 妖怪人間ベム（如月美月）
- らぶドル Lovely Idol（北条比奈）
- LEMON ANGEL PROJECT（エリカ・キャンベル）

2007年
- 一騎当千 シリーズ（2007年 - 2010年、張飛益徳） - 3シリーズ
- Venus Versus Virus（鷹花スミレ）
- ウエルベールの物語 〜Sisters of Wellber〜（2007年 - 2008年、リオ） - 2シリーズ
- Over Drive（大和さや）
- がくえんゆーとぴあ まなびストレート!（バンドリーダー）
- CLAYMORE（少女覚醒者〈ゴナールの町の覚醒〉）
- 神曲奏界ポリフォニカ（マチヤ・マティア）
- Saint October（星蘭）
- D.C.II 〜ダ・カーポII〜（2007年 - 2008年、白河ななか） - 2シリーズ
- ドラゴノーツ -ザ・レゾナンス-（トア）
- みなみけ（2007年 - 2013年、南千秋） - 4シリーズ
- らき☆すた（岩崎みなみ、茅原みのり〈本人役〉、長門店員）

2008年
- 喰霊-零-（土宮神楽）
- ドルアーガの塔（2008年 - 2009年、クーパ） - 2シリーズ

2009年
- うみねこのなく頃に（さくたろう）
- 咲-Saki-（2009年 - 2014年、龍門渕透華） - 3シリーズ
- 聖剣の刀鍛冶（マーゴット）
- NEEDLESS（梔）

2010年
- あそびにいくヨ!（ラウリィ）
- 世紀末オカルト学院（中川美風）
- 聖痕のクェイサー（2010年 - 2011年、テレサ＝ベリア） - 2シリーズ
- ちゅーぶら!!（葉山奈由）
- みつどもえ（2010年 - 2011年、緒方愛梨） - 2シリーズ
- 夢色パティシエールSP プロフェッショナル（メイズ）

2011年
- Aチャンネル（鬼頭先生）
- お兄ちゃんのことなんかぜんぜん好きじゃないんだからねっ!!（谷田貝蘭）
- 境界線上のホライゾン（2011年 - 2012年、ホライゾン・アリアダスト / P-01s） - 2シリーズ
- C³ -シーキューブ-（村正このは）
- まよチキ!（早乙女苺）
- Rio RainbowGate!（ダーナ）

2012年
- お兄ちゃんだけど愛さえあれば関係ないよねっ（那須原アナスタシア）
- クイーンズブレイド リベリオン（ユイット）
- 恋と選挙とチョコレート（三谷歩夢）
- だから僕は、Hができない。（ダルニア・イアハート）
- 超訳百人一首 うた恋い。（清少納言）
- 氷菓（鴻巣友里）
- 武装神姫（ヒナ / 悪魔型 ストラーフMk.2、ヴィクトリア）

2013年
- 宇宙戦艦ヤマト2199（ミーゼラ・セレステラ）
- 境界の彼方（名瀬美月）
- スパロウズホテル（佐藤小百合）
- 八犬伝—東方八犬異聞—（犬塚信乃〈幼少〉）
- ファイ・ブレイン 神のパズル（レイツェル）

2014年
- ガールフレンド（仮）（夏目真尋）
- クロスアンジュ 天使と竜の輪舞（ミランダ・キャンベル）
- デート・ア・ライブ シリーズ（2014年 - 2024年、誘宵美九） - 4シリーズ
- 東京ESP（土宮神楽、ペリコ）
- ノブナガ・ザ・フール（イチヒメ）
- RAIL WARS!（鹿島乃亜）

2015年
- 長門有希ちゃんの消失（長門有希）
- 響け!ユーフォニアム（2015年 - 2024年、中世古香織） - 3シリーズ

2016年
- アンジュ・ヴィエルジュ（コードΩ33カレン）

2017年
- GRANBLUE FANTASY The Animation（2017年 - 2019年、オルキス） - 2シリーズ

2018年
- ヴァイオレット・エヴァーガーデン（エリカ・ブラウン）
- Cutie Honey Universe（アイアンサドー）
- フルメタル・パニック! Invisible Victory（ナミ）
- 僕のヒーローアカデミア（2018年 - 2024年、現見ケミィ） - 3シリーズ

2019年
- 神田川JET GIRLS（蒼井リサ）

2020年
- プリンセスコネクト!Re:Dive（2020年 - 2022年、トモ） - 2シリーズ

2021年
- スーパーカブ（国語教師）

2022年
- 真・一騎当千（張飛益徳）
- 咲う アルスノトリア すんっ!（リデル）
- ポプテピピック TVアニメーション作品第二シリーズ（ピピ美〈第1話Aパート〉）

2023年
- ポケットモンスター めざせポケモンマスター（キャシー）

### 劇場アニメ
- 涼宮ハルヒの消失（2010年、長門有希[161]）
- 劇場版 境界の彼方 -I'LL BE HERE-（2015年、名瀬美月[162]）
- 劇場版デート・ア・ライブ 万由里ジャッジメント（2015年、誘宵美九[163]）
- 劇場版 響け!ユーフォニアム シリーズ（2016年 - 2019年、中世古香織） - 3作品[一覧 17]
- ヴァイオレット・エヴァーガーデン 外伝 - 永遠と自動手記人形 -（2019年、エリカ・ブラウン[167]）
- 劇場版 ヴァイオレット・エヴァーガーデン（2020年、エリカ・ブラウン）
- ガディガルズ（2022年[168]）

### OVA
2000年代
- 宇宙交響詩メーテル 銀河鉄道999外伝（2004年、アリーナ）
- 天空断罪スケルターヘブン（2004年、松本綾香）
- 天上天下 ULTIMATE FIGHT（2005年、棗亜夜）
- 破滅のマルス（2005年、栗田葵）
- 今日の5の2（2006年、河合ツバサ）
- MURDER PRINCESS（2007年、少女）
- 舞-乙HiME 0〜S.ifr〜（2008年、ラケル・マヨール）
- らき☆すたOVA（オリジナルなビジュアルとアニメーション）（2008年、岩崎みなみ）
- みなみけ シリーズ（2009年 - 2013年、南千秋）

2010年代
- 聖痕のクェイサー 〜女帝の肖像〜（2010年、テレサ＝ベリア）
- NO MORE HEROES 2（2010年、マーガレット・ムーンライト）
- Baby Princess 3Dぱらだいす0（ラブ）（2011年、吹雪）
- 一騎当千 集鍔闘士血風録（2012年、張飛益徳）
- Aチャンネル +smile（2012年 - 2017年、鬼頭先生）
- C³ -シーキューブ-（2012年、村正このは） - BD/DVD第5巻TV未放送話
- 翠星のガルガンティア（2013年、リナリア）
- 一騎当千 Extravaganza Epoch（2015年、張飛益徳）
- 咲日和（2015年、龍門渕透華）
- 長門有希ちゃんの消失（2015年、長門有希）※単行本9巻オリジナルBD付き限定版
- 響け！ユーフォニアム「かけだすモナカ」（2015年、中世古香織） - 第1期Blu-ray第7巻収録番外編

### Webアニメ
- 涼宮ハルヒちゃんの憂鬱（2009年、長門有希）
- にょろーん ちゅるやさん（2009年、長門有希）
- 武装神姫 MOON ANGEL（2011年、悪魔型MMS ストラーフMk.2）
- 迷いながらも君を裁く民（2014年、名瀬美月）
- ファイトリーグ ギア・ガジェット・ジェネレーターズ（2019年、十式人型決闘兵器 エイミー[172]、チビミー）

### ゲーム
2002年
- アイドル雀士R 雀ぐる★プロジェクト（ナレーション）

2003年
- カルディナルアーク 〜混沌の封札〜（シャイア）

2004年
- 天空断罪スケルターヘブン（松本綾香）

2005年
- 破滅のマルス（栗田葵）

2006年
- e'tude prologue 〜揺れ動く心のかたち〜（萩原麻美）
- 武装神姫 BATTLE RONDO（悪魔型MMS ストラーフ）

2007年
- 一騎当千 Shining Dragon（張飛益徳）
- THE 交渉人（花下リナ）
- 召喚少女 〜ElementalGirl Calling〜（卯月）
- 涼宮ハルヒの約束（長門有希）
- Memories Off #5 encore（一条秋名）
- らき☆すたの森（岩崎みなみ）

2008年
- アヴァロンコード（ネアキ）
- 暁のアマネカと蒼い巨神（カル・ルスラン）
- 一騎当千 Eloquent Fist（張飛益徳）
- THE ギャル麻雀（蟹江・ミア・アンダーソン）
- 白銀のカル DIGITAL PERFORMANCE（カル・ルスラン）
- 涼宮ハルヒの戸惑（長門有希）
- D.C.II P.S. 〜ダ・カーポII〜 プラスシチュエーション（白河ななか）
- らき☆すた 〜陵桜学園 桜藤祭〜（岩崎みなみ）
- ルクス・ペイン（ナツキ・ヴェネフスカヤ）

2009年
- エクシズ・フォルス（シエル）
- サモンナイトX 〜Tears Crown〜（ファラ・ミール・セレスティア）
- 涼宮ハルヒの憂鬱（長門有希）
  - 涼宮ハルヒの激動
  - 涼宮ハルヒの直列
  - 涼宮ハルヒの並列

- Memories Off #5 encore（一条秋名）
- らき☆すた ネットアイドル・マイスター（岩崎みなみ）
- ルーンファクトリー3（ソフィア・ハラペニョ・ヴィヴィアージュ）

2010年
- 暁のアマネカと蒼い巨神 〜パシアテ文明研究会興亡記〜（カル・ルスラン）
- 一騎当千 XROSS IMPACT（張飛益徳）
- うみねこのなく頃に 〜魔女と推理の輪舞曲〜（さくたろう）
- えんむす!（司マドカ）
- 黄金夢想曲（さくたろう）
- げきこいっ!（日野こころ）
- 咲-Saki- Portable（龍門渕透華）
- 白銀のカルと蒼空の女王（カル・ルスラン）
- D.C.I&II P.S.P. 〜ダ・カーポI&II〜 プラスシチュエーション ポータブル（白河ななか）
- 武装神姫 BATTLE MASTERS（悪魔型MMS ストラーフMk.2）
- ブレイズ・ユニオン（ラピス、イータ）
- マリッジロワイヤル 〜プリズムストーリー〜（名護うるま）
- 4じてん。 〜四字熟王立学院中等部 定期試験〜（馬耳・東風）
- らき☆すた 〜陵桜学園 桜藤祭〜 Portable（岩崎みなみ）

2011年
- ヴァイスシュヴァルツ ポータブル（長門有希）
- うみねこのなく頃に散 〜真実と幻想の夜想曲〜（さくたろう）
- 黄金夢想曲X（さくたろう）
- オトメディウスX（エクセレント!）（悪魔型MMS ストラーフ）
- グロリア・ユニオン（ラズベリー、イータ）
- 最後の約束の物語（サーシャ）
- 涼宮ハルヒちゃんの麻雀（長門有希）
- 涼宮ハルヒの追想（長門有希）
- セブンスドラゴン2020（ムラクモ）
- たんていぶ（多村井夏）
  - たんていぶ THE DETECTIVE CLUB -探偵と幽霊と怪盗と-
  - たんていぶ THE DETECTIVE CLUB -暗号と密室と怪人と-
  - たんていぶ THE DETECTIVE CLUB -廃部と絵画と爆弾と-
  - たんていぶ THE DETECTIVE CLUB -失踪と反撃と大団円-

- DUNAMIS15（世津茅早）
- トリックスター（ミロワール）
- ファイナルファンタジー零式（ケイト）
- 武装神姫 BATTLE MASTERS Mk.2（悪魔型MMS ストラーフMk.2）
- ラスティングアンセム（ジセル・テレジア）

2012年
- いますぐお兄ちゃんに妹だっていいたい!（三谷歩夢）
- ケイオスリングスII（レシカ）
- DEMONS' SCORE（リリス）
- ねんどろいど じぇねれ〜しょん（長門有希）
- DUNAMIS15（世津茅早）

2013年
- オカルトメイデン（蘆屋鼈甲）
- ガールフレンド（仮）（夏目真尋）
- 境界線上のホライゾン PORTABLE（ホライゾン・アリアダスト/P-01s）
- 咲-Saki- 阿知賀編 episode of side-A Portable（龍門渕透華）
- 神撃のバハムート（オーキス、ツヴァイ）
- 新星のグランドユニオン
- セブンスドラゴン2020-II（ムラクモ）
- ディスガイア D2（バルバラ）
- MIND≒0（白菊琴音）
- 桃色大戦ぱいろん（リエン・プレヤード、四日市クロア）
- 嫁コレ（那須原アナスタシア、南千秋、三谷歩夢）

2014年
- アイドルマスター ワンフォーオール（玲音）
- アンジュ・ヴィエルジュ 〜第2風紀委員 ガールズバトル〜（カレン）
- 禁忌のマグナ（ベアトリーチェ）
- グランブルーファンタジー（2014年 - 2024年、オーキス、オルキス、ツヴァイ）
- コアマスターズ（シルビアン）
- そうるん（リディア）
- デート・ア・ライブ 或守インストール（誘宵美九）
- 猫耳さばいばー！（りん、ユーヴ・ザ・ナイト）
- ノブナガ・ザ・フール 戦乱のレガリア（イチヒメ）
- ハンターヒーロー -HUNTER HERO-（アルマ）
- ヒーローズプレイスメント（東照聖家）
- ファントム オブ キル（ナーゲルリング、アイムール）
- マジョカ†マジョルナ（ガチャコ）
- 魔法少女大戦 ZANBATSU（栃野日光）

2015年
- ガールフレンド（♪）（夏目真尋）
- ガールフレンド（仮） きみと過ごす夏休み（夏目真尋）
- クイズRPG 魔法使いと黒猫のウィズ（アナスタシア、長門有希）
- クロスアンジュ 天使と竜の輪舞tr.（ミランダ）
- 咲-Saki- 全国編（龍門渕透華）
- デート・ア・ライブ Twin Edition 凜緒リンカーネイション（誘宵美九）
- プリンセスコネクト!（御久間智）
- ポップアップストーリー 魔法の本と聖樹の学園（カミラ・レジーナ）
- メイデンクラフト（皇双葉）

2016年
- UPPERS（櫻井海）
- エンドライド-X fragments-（スノウ）
- ガール・カフェ・ガン（コーネリア）
- ニューワールド（マルタ）
- リーリヤのおともだち（りん、ユーヴ・ザ・ナイト）

2017年
- アズールレーン（Z46）
- ディシディア ファイナルファンタジー オペラオムニア（ケイト）
- ファイトリーグ（十式人型決闘兵器 エイミー）
- ルナプリ from 天使帝國（ナラディ）

2018年
- かんぱに☆ガールズ（クィン・リーンベル）
- きららファンタジア（2018年 - 2019年、ハッカ、鬼頭紀美子）
- 神姫PROJECT（長門有希）
- ブレイヴガール レイヴンズ（長門有希）
- Shadowverse（オーキス、ツヴァイ）
- プリンセスコネクト！Re:Dive（2018年 - 2024年、トモ / 御久間智）
- フルメタル・パニック！ 戦うフー・デアーズ・ウィンズ（ナミ）

2019年
- クリスタル オブ リユニオン（ナイチンゲール）
- 天地の如く〜激乱の三国志〜（甄姫）
- ヴァリアントフォース（リアンドラ）
- 蒼藍の誓い ブルーオース（飛龍、ワスプ）
- 不思議の幻想郷 -ロータスラビリンス-（永江衣玖）
- ちょいと召喚！モンスターバスケット（卑弥呼）
- ガール・カフェ・ガン（コーネリア）
- バリアスデイライフ（オルフラム）
- 時の歌-終焉なきソナタ-（ロヴェナ）
- アイドルマスター ミリオンライブ! シアターデイズ（2019年 - 2024年、玲音）
- アッシュアームズ‐灰燼戦線‐（ヤークトティーガー（P））

2020年
- 僕のヒーローアカデミア One's Justice 2（現見ケミィ）
- 一騎当千 エクストラバースト（張飛益徳）
- レッド: プライドオブエデン（フランチェスカ、ベロニカ）
- デート・ア・ライブ 蓮ディストピア（誘宵美九）
- 武装神姫 アーマードプリンセス バトルコンダクター（ストラーフMk.2）
- ファンタジア・リビルド（誘宵美九）

2021年
- うみねこのなく頃に咲 〜猫箱と夢想の交響曲〜（さくたろう）
- 八月のシンデレラナイン（長門有希）
- ブラック・サージナイト（大鳳）
- ワールドフリッパー（長門有希）
- アイドルマスター スターリットシーズン（玲音）
- 東方ダンマクカグラ（摩多羅隠岐奈）

2022年
- ヴェルヴェット・コード（飛鷹、サンディエゴ）
- PUBG MOBILE（キュートおばけ）
- プリコネ！グランドマスターズ（トモ）
- 僕のヒーローアカデミア ULTRA IMPACT（現見ケミィ）
- ポケモンマスターズEX（カガリ）
- メメントモリ（A.A.）
- ミシックヒーローズ（ティターニア）

2023年
- ルーンファクトリー3スペシャル（ソフィア・ハラペニョ・ヴィヴィアージュ）
- 麻雀格闘倶楽部Sp（龍門渕透華）
- 御城プロジェクト:RE〜CASTLE DEFENSE〜（九龍城砦）

2024年
- サンローラン騎士団（預言者 トミー）
- 東京放課後サモナーズ（カレン）

時期不明
- 少女兵器大戦（シロ）

### 吹き替え
- サスペクト -薄氷の狂気-（en）（2020年、レイチェル〈アレクサンドラ・ダダリオ〉）

### ドラマCD
2006年
- 任侠伝 渡世人一代記 〜風来の蓮次〜（おりょう）

2007年
- Venus Versus Virus（鷹花スミレ）
- 私立翔瑛学園男子高等部 〜倉科先生の受難〜（女子高生A）
- 神曲奏界ポリフォニカ ホワイトナックル・クリムゾン（マチヤ・マティア）
- 涼宮ハルヒの憂鬱 ドラマCD 〜サウンドアラウンド〜（長門有希）
- 聖痕のクェイサー 〜皇女の卵〜（テレサ＝ベリア）
- B型H系（金城京香）
- 舞-HiME★DESTINY 龍の巫女 シリーズ（2007年 - 2008年、神楽真夜） - 3作品
- ラーメン天使プリティメンマ（高新涼）
- らぶドル 〜Lovely Idol〜 歌は素敵なプレゼント（北条比奈）
- らぶドル 〜Lovely Idol〜 らぶり〜できゅ〜となのですよ 比奈編（北条比奈）

2008年
- アイドルマスターrelations 〜対決! アイドルファイトクラブ〜（三条ともみ）
- 暁のアマネカと蒼い巨神（カル・ルスラン）
- クインテット!（涼原ひだり）
- ジャッジメントちゃいむ（エリエル＝パルプ） - 2作品
- シュラキ（上総葉子）
- D.C.II S.S. 〜ダ・カーポII セカンドシーズン〜 ドラマCD「聖夜のミスコン大騒動!」（白河ななか）
- DEARS
  - でぃあーず にほんのむかしばなし 〜赤の色〜
  - 十二星座物語外伝 〜25の物語〜

- BLUE DROP Vol.1 LOVERS SIDE 〜神子〜 「天使の悪戯」（トモ）
- みなみけ シリーズ（2008年 - 2013年、南千秋） - 4作品
- らき☆すた ドラマCD（ドラマがコンプリードなディスク）（岩崎みなみ）
- Rust Blaster（リドヴィナ・ノヴィエ）

2009年
- いちばんうしろの大魔王（ころね） - 2作品
- 咲 -Saki-第二局、第三局（龍門渕透華）
- サモンナイトX 〜Tears Crown〜 暁天の焔 前編、後編（ファラ・ミール・セレスティア）
- DEARS 花言葉物語 〜赤の季節〜
- ドルアーガの塔 シリーズ（クーパ） - 2作品
- フランケン・ふらん（ヴェロニカ）
- ドラマCD 女神異聞録デビルサバイバー（谷川柚子〈ユズ〉）
- Memories Off #5 encore 〜真冬の千羽谷奇談〜（一条秋名）

2010年
- 三人娘の50物語（あかね）
- ちゅーぶら!! 〜CHU music×BRA drama〜（葉山奈由）
- HCD ベリーベリー（雪乃原くるみ）
- みつどもえドラマCD〜伝説のはじまり〜（緒方愛梨）

2011年
- オトコを見せてよ倉田くん!!（狐火久遠）
- ドラゴンネスト ドラマCD 「プレリュード〜運命の目覚め〜」（女神アルテア）
- ノインエッダ 前日譚-プリクエル- 〜マリナお嬢様の憂鬱な一日〜（マリナ）

2012年
- 境界線上のホライゾンHR（ホライゾン・アリアダスト）

2013年
- いま妹ドラマCD2 いますぐお兄ちゃんに誰か一人を選んでっていいたい!（三谷歩夢）
- ドラマCD「神様、鞍馬山へいく」（2013年 - 2014年、牡丹丸） - 前後編
- 境界の彼方 ドラマCD「スラップスティック文芸部」（名瀬美月）
- やさしい教師の躾けかた。（2013年 - 2015年、白石真名兎） - 2作品

2014年
- アイドルマスター ワンフォーオール 初回限定版付属 スペシャルドラマCD「765プロが行く！トップアイドルのお仕事見学」（玲音）
- 宮河家の空腹 ドラマCD 陵桜学園高等学校文化祭は大パニックかも（岩崎みなみ）

2015年
- TVアニメ『響け！ユーフォニアム』ドラマCD（中世古香織）

2018年
- プリンセスコネクト！Re:Dive PRICONNE CHARACTER SONG 06（トモ）

2021年
- 「響け！ユーフォニアム」5th Anniversary Disc 〜きらめきパッセージ〜（2021年、中世古香織）
- THE IDOLM@STER MILLION THE@TER WAVE 18 ストロベリーポップムーン（玲音）

### ラジオドラマ
- 4じてん。（馬耳・東風）

### ラジオ
※はインターネット配信。
- 國府田マリ子のGM（2003年、ラジオ大阪他）コーナーアシスタント
- 茅原実里のMy Precious（2004年 - 2005年、声優・V-STATION※）
- avex presents 茅原実里の負けないラジオ（2005年 - 2007年、文化放送）
- avex presents 茅原実里のいけないラジオ（2005年 - 2007年、文化放送他『A&G 超RADIO SHOW〜アニスパ!〜』内）
- 涼宮ハルヒの憂鬱 SOS団ラジオ支部（2006年、ラジオ関西・ランティスウェブラジオ※）
- おしゃべりやってまーす木曜日（2005年、K'z Station※）
- 茅原実里のradio minorhythm（2007年 - 2020年、ランティスウェブラジオ※→HiBiKi Radio Station※）
- みなみけのみなきけ（2007年 - 2008年、アニメイトTV※）
  - みなきけ おかえり（2009年、アニメイトTV※）
  - みなみけのみなきけ おさらい（2012年、アニメイトTV※・東海ラジオ・KBS京都・RKB毎日放送）※第5-8, 12-13回担当
  - みなみけのみなきけ ただいま（2013年、アニメイトTV※、東海ラジオ・KBS京都・RKB毎日放送）
- 茅原実里のあなたとContact（2007年、文化放送他『A&G 超RADIO SHOW〜アニスパ!〜』内）
- 「喰霊-零-」超自然災害ラジオ対策室（2008年 - 2009年、ランティスウェブラジオ※）
- ちゅーぶら!! 下着同好会放送室（2010年、音泉※）※全8回のうち後半4回担当
- 茅原実里のオールナイトニッポンR（2010年、2017年、ニッポン放送）
- 武装神姫 マスターのためのラジオです。（2012年 - 2013年、2015年、音泉※）[257]
- カウントダウン・アニメロボット（2013年8月20日、NHKラジオ第1） - パーソナリティ
- 茅原実里 SANCTUARY（2014年 - 2015年、TOKYO FM）
- 禁忌のマグナRADIO 第5回（2014年、音泉※）[258]
- マイ プレイリスト Love for Japan 〜kizashi〜（2014年、ニッポン放送）
- 文化放送ウェンズデープレミアム『茅原実里 武道館直前スペシャル』（2014年、文化放送）
- 長門有希ちゃんの消失 北高文芸部ラジオ支部（2015年、ランティスウェブラジオ※）[259]
- そんなこんなでエムスマ☆（2016年 - 2017年、オフィシャルファンクラブ「M-Smile」会員サイト※）[260]
- 茅原実里のミスサンシャイン（2018年 - 2021年、FM FUJI）
- 茅原実里の10minutes（2020年 - 2021年、オフィシャルファンクラブ「M-Smile」会員サイト※）

### ラジオCD
- 涼宮ハルヒの憂鬱 SOS団ラジオ支部 番外編CD（2006年、長門有希）
- DJCD ラジオ ダ・カーポII 〜初音島日記〜 第2巻（2008年）
- みなみけのみなきけ ラジオCD（2008年）
- みなきけおかえり ラジオCD（2009年）
- 武装神姫 マスターのためのラジオです。 Vol.1（2012年）
- みなみけのみなきけ ただいま ラジオCD（2013年）

### 舞台
- 演劇制作体V-NET GK最強リーグ戦「カナリア」（2004年5月2日・3日）
- ノブナガ・ザ・フール（イチヒメ、2013年12月8日・2014年4月6日・7月20日、Live Voice[261]）
- 劇団ミュ「Liebe シューマンの愛したひと」（クララ・シューマン、2024年1月31日 - 2月5日 チーム♭公演回[262]）

### 朗読劇
- 朗読劇 私の頭の中の消しゴム 5th letter（2013年6月15日・16日、薫[263]）
- 茅原実里 座長公演 朗読劇 minori's theatre CRAZY MANSION!!（2018年3月10日 - 4月1日、笠原凛[264]）
- 声優朗読劇フォアレーゼン
  - 本当はあぶないモーツァルト（2018年4月28日・5月20日・7月7日[265] 3公演ともメスネコ、7月7日のみチェンバロ兼任）
  - 最上義光、決断の時――我、有無のはざまを見たり!（2018年7月21日、駒姫）
  - スピンオフ作品「ヴェルサイユ騒動記」（2018年12月22日、マリー・レクザンスカ）
- 声のプロフェッショナルが奏でる日本文学 吾輩は猫である-はじめての漱石-（2020年10月30日、奥さん）
- ラヴ・レターズ〜Spring Special〜（2021年3月14日、メリッサ・ガードナー）
- リーディングシアターvol.3「RAMPO in the DARK」（2022年6月7日）
- 森の音楽家クラムベリー外伝 魔法少女育成計画unripe duet（2023年1月28日 - 29日、魔王パム[266]）
- 第46回世界遺産劇場 日光 東照宮 梶裕貴・増田俊樹・茅原実里声優朗読劇（2024年10月5日）

### ナレーション
- バラエティ7『くだまき八兵衛X』（2010年4月25日 - 2012年9月27日、テレビ東京）
  - くだまき八兵衛X 一夜限りの復活SP!!（2013年1月2日、テレビ東京）
- ニッポン!なるほど国勢調査（2011年8月18日、テレビ東京）
- 解禁!暴露ナイト → 〜裏ネタワイド〜 DEEPナイト→ヨソで言わんとい亭〜ココだけの話が聞ける（秘）料亭〜→じっくり聞いタロウ〜スター近況㊙報告〜（2012年10月11日 - 、テレビ東京）[267]
- ザ・ドキュメンタリー『ハリネズミのストーブ 〜愛されるって何？〜』（2014年1月18日、テレビ東京）
- 新婚さんに「結婚を決めた一言」聞いてみた（2014年6月9日 - 30日、テレビ東京）
- 交換少女 〜アノ娘の街に住んでみた〜（2015年1月25日、テレビ東京）
- 絶対!知るべきすちゃん 〜今知るべき10のエンタメ〜（2015年5月2日 - 6月27日、テレビ東京[268]）
- 絶景温泉 プレミアム（2015年6月6日、BSフジ[269]）
- おでかけ!ニッポン 〜栃木県日光編〜（2015年9月13日、テレビ東京）
- 世界193カ国を完全制覇!全世界の衝撃映像SP（2016年11月24日、テレビ東京）
- 人間ってナンだ?超AI入門（2017年10月6日 - 12月22日、NHK Eテレ） - 「2分でディープラーニング」コーナー

#### テレビCM
- avex trax
  - TRUE LOVE 〜WINTER BEST SONGS〜
  - TRUE LOVE 〜SPRING MEMORIAL SONGS〜
  - 夏物語 〜SUMMER BEST SONGS〜
- サモンナイトX 〜Tears Crown〜
- 角川書店
  - 月刊ニュータイプ
  - 角川スニーカー文庫
    - サクラダリセット
    - 東京ESP
- 講談社
  - ヤングマガジンコミックス「みなみけ」

### テレビ番組
※はインターネット配信。
- pam!TV（2005年 - 2007年、アニマックス、ナビゲーター出演）
- スパロウズホテル こちらフロントでございます!※（2013年4月 - 7月、ニコニコ生放送）
- 茅原実里のホントにっ!?※（2020年8月 - 2021年12月、ニコニコ生放送）
- 茅原実里 20th Anniversary Live “Historical Parade” ～みちしるべの先へ～ (2024年11月24日 ANIMAX) [270]

### 映像商品
- THE IDOLM@STER 9th ANNIVERSARY WE ARE M@STERPIECE!! Day2（2015年）[271]
- THE IDOLM@STER M@STERS OF IDOL WORLD!!!!! 2023 Blu-ray PERFECT BOX!!!!!（2023年）[272]

### テレビCM
- ロッテ 『ACUO』（2010年、ブティック篇）（長門有希）

### 映画
- CROSS CHORD（ミカ）
- MINORI CHIHARA Documentary Live Movie "We are stars!" （2024年）[273]

### パチンコ・パチスロ機
- パチスロ喰霊‐零‐ / CR喰霊‐零‐（土宮神楽[274]）
- CRフィーバー涼宮ハルヒの憂鬱、パチスロ涼宮ハルヒの憂鬱（長門有希）
- CR麻雀物語2〜めざせ!雀ドル決定戦!〜（謎の女[275]）
- マジカルハロウィン2、マジカルハロウィン3、マジカルハロウィン4、マジカルハロウィン5（ノワール・アウスレーゼ）

### その他コンテンツ
- アニソン店長（鹿角きりたんぽFM、番組内ジングル・番組内CMのナレーション）
- 安保金太郎商店「鹿角の萌えみのり」WebCM（イメージキャラクター『みのりん』の声）
- サマ鳥、サマドリ子（『MINORI CHIHARA LIVE "SUMMER DREAM"』マスコットキャラクター）
- ON THE TRIP「伊勢神宮（外宮）」「伊勢神宮（内宮）」音声ガイド[276]

## ディスコグラフィ

### タイアップ曲
| 楽曲                            | タイアップ                                                                                         | 時期   |
| ------------------------------- | -------------------------------------------------------------------------------------------------- | ------ |
| マリオネット                    | PlayStation 2用ゲーム『天空断罪スケルターヘブン』エンディングテーマ                                | 2004年 |
| NAKED HEART                     | PlayStation 2用ゲームソフト『天空断罪スケルターヘブン』オープニングテーマ                          | 2004年 |
| ずっと...一緒                   | テレビアニメ『サムライガン』挿入歌                                                                 | 2004年 |
| 負けない 〜一途バージョン〜     | OVA『天上天下 ULTIMATE FIGHT』エンディングテーマ                                                   | 2005年 |
| 純白サンクチュアリィ            | テレビアニメ『キディ・ガーランド パイロットDVD』テーマソング                                       | 2007年 |
| Peace of mind〜人魚のささやき   | インターネットラジオ『茅原実里のradio minorhythm』エンディングテーマ                               | 2007年 |
| 君がくれたあの日                | インターネットラジオ『茅原実里のradio minorhythm』オープニングテーマ                               | 2007年 |
| 君がくれたあの日                | アニメ『Planet:Valkyrie』第1章テーマソング                                                         | 2007年 |
| 詩人の旅                        | インターネットラジオ『茅原実里のradio minorhythm』オープニングテーマ                               | 2007年 |
| Contact 13th                    | インターネットラジオ『茅原実里のradio minorhythm』オープニングテーマ                               | 2007年 |
| Melty tale storage              | テレ玉『アニたま』エンディングテーマ                                                               | 2008年 |
| 雨上がりの花よ咲け              | インターネットラジオ『茅原実里のradio minorhythm』オープニングテーマ                               | 2008年 |
| say you?                        | インターネットラジオ『茅原実里のradio minorhythm』エンディングテーマ                               | 2008年 |
| Paradise Lost                   | テレビアニメ『喰霊-零-』オープニングテーマ                                                         | 2008年 |
| Prism in the name of hope       | インターネットラジオ『茅原実里のradio minorhythm』オープニングテーマ                               | 2008年 |
| そのとき僕は髪飾りを買う        | インターネットラジオ『茅原実里のradio minorhythm』エンディングテーマ                               | 2008年 |
| everlasting...                  | インターネットラジオ『茅原実里のradio minorhythm』エンディングテーマ                               | 2008年 |
| Voyager train                   | テレ玉『アニたま』2008年11月度エンディングテーマ                                                   | 2008年 |
| Voyager train                   | テレビ東京『アニソンぷらす』2009年1月度エンディングテーマ                                          | 2008年 |
| Tomorrow's chance               | 音楽情報番組『Run Run LAN!』2009年6月度オープニングテーマ                                          | 2009年 |
| Tomorrow's chance               | インターネットラジオ『茅原実里のradio minorhythm』オープニングテーマ                               | 2009年 |
| Sunshine flower                 | インターネットラジオ『茅原実里のradio minorhythm』エンディングテーマ                               | 2009年 |
| ステラステージ                  | インターネットラジオ『茅原実里のradio minorhythm』エンディングテーマ                               | 2009年 |
| Perfect energy                  | インターネットラジオ『茅原実里のradio minorhythm』オープニングテーマ                               | 2010年 |
| 優しい忘却                      | アニメ映画『涼宮ハルヒの消失』テーマソング                                                         | 2010年 |
| 優しい忘却 -sonority-           | アニメ映画『涼宮ハルヒの消失』エンディングテーマ                                                   | 2010年 |
| Freedom Dreamer                 | テレビ東京『アニソ〜ンぷらす』2010年7月度エンディングテーマ                                        | 2010年 |
| Freedom Dreamer                 | インターネットラジオ『茅原実里のradio minorhythm』オープニングテーマ                               | 2010年 |
| 夏色華日                        | インターネットラジオ『茅原実里のradio minorhythm』エンディングテーマ                               | 2010年 |
| 一等星                          | インターネットラジオ『茅原実里のradio minorhythm』エンディングテーマ                               | 2010年 |
| KEY FOR LIFE                    | インターネットラジオ『茅原実里のradio minorhythm』オープニングテーマ                               | 2011年 |
| ひとりにひとつの永遠            | インターネットラジオ『茅原実里のradio minorhythm』エンディングテーマ                               | 2011年 |
| Planet patrol                   | インターネットラジオ『RUn LAN Radio』第1回エンディングテーマ                                       | 2011年 |
| TERMINATED                      | テレビアニメ『境界線上のホライゾン』オープニングテーマ                                             | 2011年 |
| 巡り逢い 〜かけがえのないもの〜 | インターネットラジオ『茅原実里のradio minorhythm』エンディングテーマ                               | 2011年 |
| HYPER NEW WORLD                 | インターネットラジオ『茅原実里のradio minorhythm』オープニングテーマ                               | 2011年 |
| Celestial Diva                  | iPhone、iPod touch、iPad用ゲーム『ケイオスリングス II』テーマソング                                | 2012年 |
| Celestial Diva                  | テレビ東京『アニソンぷらす』2012年4月度エンディングテーマ                                          | 2012年 |
| ZONE//ALONE                     | テレビアニメ『境界線上のホライゾンII』オープニングテーマ                                           | 2012年 |
| 灼熱PARADISE                    | 野外ライブ『Minori Chihara Live 2012 "SUMMER CAMP 4"』テーマソング                                 | 2012年 |
| 灼熱PARADISE                    | インターネットラジオ『茅原実里のradio minorhythm』オープニングテーマ                               | 2012年 |
| Forever Memories                | インターネットラジオ『茅原実里のradio minorhythm』エンディングテーマ                               | 2012年 |
| SELF PRODUCER                   | テレビアニメ『お兄ちゃんだけど愛さえあれば関係ないよねっ』オープニングテーマ                       | 2012年 |
| Secret Season 〜桜色の恋人〜    | ゲーム『いますぐお兄ちゃんに妹だっていいたい!』グランドオープニングテーマ                          | 2012年 |
| ひとひらの願い                  | テレビ東京『アニソンぷらす』10月度エンディングテーマ                                               | 2012年 |
| ひとひらの願い                  | インターネットラジオ『茅原実里のradio minorhythm』エンディングテーマ                               | 2012年 |
| 生まれる明日のメロディ          | インターネットラジオ『茅原実里のradio minorhythm』オープニングテーマ                               | 2012年 |
| この世界は僕らを待っていた      | テレビアニメ『翠星のガルガンティア』オープニングテーマ                                             | 2013年 |
| CRADLE OVER                     | PlayStation 3用ゲームソフト『ディスガイア D2』オープニングテーマ                                   | 2013年 |
| 境界の彼方                      | テレビアニメ『境界の彼方』オープニングテーマ                                                       | 2013年 |
| NO LINE                         | テレビアニメ『境界の彼方』イメージソング                                                           | 2013年 |
| TREASURE WORLD                  | テレビ東京『アニメDON!』12月度エンディングテーマ                                                   | 2013年 |
| NEO FANTASIA                    | インターネットラジオ『茅原実里のradio minorhythm』オープニングテーマ                               | 2013年 |
| FOOL THE WORLD                  | テレビアニメ『ノブナガ・ザ・フール』オープニングテーマ                                             | 2014年 |
| 向かい風に打たれながら          | テレビアニメ『RAIL WARS!』オープニングテーマ                                                       | 2014年 |
| FLAGSHIP FANFARE                | インターネットラジオ『茅原実里のradio minorhythm』オープニングテーマ                               | 2014年 |
| ピーカン VACATION☆              | インターネットラジオ『茅原実里のradio minorhythm』エンディングテーマ                               | 2014年 |
| 会いたかった空                  | 劇場アニメーション『劇場版 境界の彼方 -I'LL BE HERE-』未来篇主題歌                                 | 2015年 |
| ありがとう、だいすき            | テレビアニメ『長門有希ちゃんの消失』エンディングテーマ                                             | 2015年 |
| ミラクルバング!                 | インターネットラジオ『茅原実里のradio minorhythm』オープニングテーマ                               | 2015年 |
| 恋                              | テレビ東京『ヨソで言わんとい亭〜ココだけの話が聞ける（秘）料亭〜』エンディングテーマ               | 2015年 |
| 視線の行方                      | インターネットラジオ『茅原実里のradio minorhythm』エンディングテーマ                               | 2016年 |
| あなたの声が聞きたくて          | インターネットラジオ『茅原実里のradio minorhythm』オープニングテーマ                               | 2016年 |
| Sacrifice for Dear              | YouTube オーディオドラマ『フルメタル・パニック! 踊るベリー・メリー・クリスマス』主題歌             | 2016年 |
| みちしるべ                      | テレビアニメ『ヴァイオレット・エヴァーガーデン』エンディングテーマ                                 | 2018年 |
| Remained dream                  | テレビアニメ『フルメタル・パニック! Invisible Victory』スペシャルエンディングテーマ                | 2018年 |
| Hopeful "SOUL"                  | テレビアニメ『フルメタル・パニック! Invisible Victory』挿入歌                                      | 2018年 |
| 言の葉                          | インターネットラジオ『茅原実里のradio minorhythm』エンディングテーマ                               | 2018年 |
| アイアイ愛してるよ♡             | インターネットラジオ『茅原実里のradio minorhythm』オープニングテーマ                               | 2018年 |
| エイミー                        | 劇場アニメーション『ヴァイオレット・エヴァーガーデン 外伝 -永遠と自動手記人形-』エンディングテーマ | 2019年 |
| No tears here                   | テレビアニメ『魔法少女育成計画restart』オープニングテーマ                                          | 2025年 |

### サポートバンド "CMB"
ランティスでの歌手活動再開後初のライブとなる、2007年11月18日に原宿アストロホールで開催された『i melody 〜Minori Chihara Birthday Live 2007〜』以降サポートバントがついている。
当初は『茅原バンド』や『茅原実里バンド』と呼ばれていたが、2011年2月12日から5月8日まで開催されたコンサートツアー『Minori Chihara Live Tour 2011 〜Key for Defection〜』の会場限定CD『SOUND MAJESTY』をCMB名義で発売し、正式名称が『CMB』に決定した。この名称には「Creative Music Band」、「Chihara Minori Band」という意味が込められている。2012年3月3日にはShibuya O-EASTにて「CMB 1st LIVE」が行われ、2017年7月21日にはギター2名を追加し同じくO-EASTで第2回ライブを開催。
かつてはバンドメンバーも固定されていたものの、後期にはライブの度にメンバーを入れ替えていた。茅原の歌手活動休止後の2022年3月には末期のメンバーを務めた須藤健一・岩田ガンタ康彦・馬場一人・岩切信一郎により新バンド「Time Capsule Orchestra」を結成、バンド名はギター馬場が命名した。
i melody 〜Minori Chihara Birthday Live 2007〜
| ミュージシャン | 愛称         | 担当                                 |
| -------------- | ------------ | ------------------------------------ |
| 須藤賢一       | ケニー       | キーボード, コーラス, バンドマスター |
| 岩田ガンタ康彦 | ガンちゃん   | ドラムス, パーカッション             |
| 田中亮輔       | りょうすけ丸 | ベース                               |
| 鍋嶋圭一       | なべちゃん   | ギター                               |

1st Live Tour 2008 〜Contact〜 本公演＆追加公演
| ミュージシャン | 愛称       | 担当                                 |
| -------------- | ---------- | ------------------------------------ |
| 須藤賢一       | ケニー     | キーボード, コーラス, バンドマスター |
| 岩田ガンタ康彦 | ガンちゃん | ドラムス, パーカッション             |
| 山本直哉       | なおやん   | ベース                               |
| 鍋嶋圭一       | なべちゃん | ギター                               |

Live Tour 2009 〜Parade〜 本公演
| ミュージシャン | 愛称       | 担当                                           |
| -------------- | ---------- | ---------------------------------------------- |
| 須藤賢一       | ケニー     | キーボード, コーラス, バンドマスター           |
| 岩田ガンタ康彦 | ガンちゃん | ドラムス, パーカッション                       |
| 山本直哉       | なおやん   | ベース                                         |
| 鍋嶋圭一       | なべちゃん | ギター                                         |
| 室屋光一郎     | 大先生室屋 | ヴァイオリン                                   |
| 真部裕         | ゆうちゃん | ヴァイオリン ※室屋が参加できない公演に代理出演 |

Live Tour 2009 〜Parade〜 追加公演
| ミュージシャン | 愛称       | 担当                                 |
| -------------- | ---------- | ------------------------------------ |
| 須藤賢一       | ケニー     | キーボード, コーラス, バンドマスター |
| 岩田ガンタ康彦 | ガンちゃん | ドラム, パーカッション               |
| 山本直哉       | なおやん   | ベース                               |
| 鍋嶋圭一       | なべちゃん | ギター                               |
| 室屋光一郎     | 大先生室屋 | ※大先生室屋ストリングスとしての参加  |
| 真部裕         | ゆうちゃん | ※大先生室屋ストリングスとしての参加  |
| 藤堂昌彦       | -          | ※大先生室屋ストリングスとしての参加  |
| 高橋洋子       | -          | ※大先生室屋ストリングスとしての参加  |

Live 2009 “SUMMER CAMP”
| ミュージシャン | 愛称       | 担当                               |
| -------------- | ---------- | ---------------------------------- |
| 須藤賢一       | ケニー     | キーボー, コーラス, バンドマスター |
| 岩田ガンタ康彦 | ガンちゃん | ドラムス, パーカッション           |
| 山本直哉       | なおやん   | ベース                             |
| 鍋嶋圭一       | なべちゃん | ギター                             |
| 室屋光一郎     | 大先生室屋 | ヴァイオリン                       |

Live 2009 Final & Countdown Live 2009-2010
| ミュージシャン | 愛称       | 担当                                 |
| -------------- | ---------- | ------------------------------------ |
| 須藤賢一       | ケニー     | キーボード, コーラス, バンドマスター |
| 岩田ガンタ康彦 | ガンちゃん | ドラムス, パーカッション             |
| 山本直哉       | なおやん   | ベー                                 |
| 加藤大祐       | 大ちゃん   | ギター                               |
| 室屋光一郎     | 大先生室屋 | ヴァイオリン                         |

Live Tour 2010 〜Sing All Love〜 本公演
| ミュージシャン | 愛称       | 担当                                           |
| -------------- | ---------- | ---------------------------------------------- |
| 須藤賢一       | ケニー     | キーボード, コーラス, バンドマスター           |
| 岩田ガンタ康彦 | ガンちゃん | ドラムス, パーカッション                       |
| 山本直哉       | なおやん   | ベース                                         |
| 加藤大祐       | 大ちゃん   | ギター                                         |
| 室屋光一郎     | 大先生室屋 | ヴァイオリン                                   |
| 真部裕         | ゆうちゃん | ヴァイオリン ※室屋が参加できない公演に代理出演 |

Live Tour 2010 〜Sing All Love〜 追加公演
| ミュージシャン | 愛称       | 担当                                 |
| -------------- | ---------- | ------------------------------------ |
| 須藤賢一       | ケニー     | キーボード, コーラス, バンドマスター |
| 岩田ガンタ康彦 | ガンちゃん | ドラムス, パーカッション             |
| 山本直哉       | なおやん   | ベース                               |
| 鍋嶋圭一       | なべちゃん | ギター                               |
| 室屋光一郎     | 大先生室屋 | ヴァイオリン                         |
| 藤堂昌彦       | -          | ストリングス隊                       |
| 伊藤彩         | -          | ストリングス隊                       |
| 島岡智子       | -          | ストリングス隊                       |
| 結城貴弘       | -          | ストリングス隊                       |

Live 2010 “SUMMER CAMP2”〜 Acoustic Live 2011
| ミュージシャン | 愛称       | 担当                                 |
| -------------- | ---------- | ------------------------------------ |
| 須藤賢一       | ケニー     | キーボード, コーラス, バンドマスター |
| 岩田ガンタ康彦 | ガンちゃん | ドラムス,パーカッション              |
| 山本直哉       | なおやん   | ベース                               |
| 加藤大祐       | 大ちゃん   | ギター                               |
| 室屋光一郎     | 大先生室屋 | ヴァイオリン                         |

Live 2011 Final & Countdown Live 2011-2012
| ミュージシャン | 愛称       | 担当                                 |
| -------------- | ---------- | ------------------------------------ |
| 須藤賢一       | ケニー     | キーボード, コーラス, バンドマスター |
| 岩田ガンタ康彦 | ガンちゃん | ドラムス,パーカッション              |
| 山本直哉       | なおやん   | ベース                               |
| 鍋嶋圭一       | なべちゃん | ギター                               |
| 加藤大祐       | 大ちゃん   | ギター                               |
| 室屋光一郎     | 大先生室屋 | ヴァイオリン                         |

CMB 1st LIVE 〜SOUND MAJESTY〜
| ミュージシャン | 愛称       | 担当                                 |
| -------------- | ---------- | ------------------------------------ |
| 須藤賢一       | ケニー     | キーボード, コーラス, バンドマスター |
| 岩田ガンタ康彦 | ガンちゃん | ドラムス,パーカッション              |
| 山本直哉       | なおやん   | ベース                               |
| 加藤大祐       | 大ちゃん   | ギター                               |
| 室屋光一郎     | 大先生室屋 | ヴァイオリン                         |

Live Tour 2012 〜D-Formation〜 〜 Live 2012 “SUMMER CAMP4”
| ミュージシャン | 愛称       | 担当                                         |
| -------------- | ---------- | -------------------------------------------- |
| 山本直哉       | なおやん   | ベース, バンドマスター                       |
| 鍋嶋圭一       | ナベちゃん | ギター                                       |
| 馬場一人       | 馬場ちゃん | ギター                                       |
| 寺田志保       | しほりーぬ | キーボード                                   |
| 髭白健         | ケンケン   | ドラムス, パーカッション                     |
| 室屋光一郎     | 大先生室屋 | ヴァイオリン                                 |
| 岩瀬聡志       | いわぴょん | キーボード ※寺田が参加できない公演に代理出演 |

SUMMER CAMP4 楽器全シャッフルコーナー
| ミュージシャン | 愛称       | 担当                             |
| -------------- | ---------- | -------------------------------- |
| 鍋嶋圭一       | ナベちゃん | ボーカル                         |
| 茅原実里       | みのりん   | ギター                           |
| 山本直哉       | なおやん   | ギター, コーラス, バンドマスター |
| 馬場一人       | 馬場ちゃん | ベース                           |
| 寺田志保       | しほりーぬ | ヴァイオリン                     |
| 髭白健         | ケンケン   | キーボード                       |
| 室屋光一郎     | 大先生室屋 | ドラム                           |

BIRTHDAY LIVE 2012
| ミュージシャン | 愛称       | 担当                             |
| -------------- | ---------- | -------------------------------- |
| 山本直哉       | なおやん   | ベース, バンドマスター           |
| 鍋嶋圭一       | ナベちゃん | ギター                           |
| 馬場一人       | 馬場ちゃん | ギター                           |
| 寺田志保       | しほりーぬ | キーボード                       |
| 髭白健         | ケンケン   | ドラムス, パーカッション         |
| 室屋光一郎     | 大先生室屋 | ヴァイオリン                     |
| 須藤賢一       | ケニー     | キーボード, コーラス ※ゲスト出演 |
| 岩田ガンタ康彦 | ガンちゃん | ドラムス ※ゲスト出演             |
| 加藤大祐       | 大ちゃん   | ギター ※ゲスト出演               |

LIVE 2013 “SUMMER DREAM”
| ミュージシャン | 愛称       | 担当                     |
| -------------- | ---------- | ------------------------ |
| 山本直哉       | なおやん   | ベース, バンドマスター   |
| 鍋嶋圭一       | ナベちゃん | ギター                   |
| 馬場一人       | 馬場ちゃん | ギター                   |
| 寺田志保       | しほりーぬ | キーボード               |
| 髭白健         | ケンケン   | ドラムス, パーカッション |
| 室屋光一郎     | 大先生室屋 | ヴァイオリン             |

Xmas Party 2013 〜 Live Tour 2014 〜NEO FANTASIA〜 東名阪公演
| ミュージシャン | 愛称           | 担当                     |
| -------------- | -------------- | ------------------------ |
| 松尾洋一       | まっちゃん     | ギター, バンドマスター   |
| 髭白健         | ケンケン       | ドラムス, パーカッション |
| 藤田淳平       | 淳平           | キーボード               |
| 山本陽介       | ようちゃん     | ギター                   |
| 坂本尭之       | さかもっちゃん | ベース                   |
| 室屋光一郎     | 大先生室屋     | ヴァイオリン             |

Live Tour 2014 〜NEO FANTASIA〜 横浜公演
| ミュージシャン | 愛称           | 担当                                           |
| -------------- | -------------- | ---------------------------------------------- |
| 松尾洋一       | まっちゃん     | ギター, バンドマスター                         |
| 髭白健         | ケンケン       | ドラムス, パーカッション                       |
| 藤田淳平       | 淳平           | キーボード                                     |
| 山本陽介       | ようちゃん     | ギター                                         |
| 坂本尭之       | さかもっちゃん | ベース                                         |
| 室屋光一郎     | 大先生室屋     | ヴァイオリン                                   |
| 高井天音       | アマネ         | トロンボーン ※NEO FANTASIAブラス隊としての参加 |
|                | トモヒサ       | トロンボーン※NEO FANTASIAブラス隊としての参加  |
|                | イッシー       | サックス※NEO FANTASIAブラス隊としての参加      |
|                | ジュンジュン   | サックス※NEO FANTASIAブラス隊としての参加      |
|                | ジュンヤ       | トランペット※NEO FANTASIAブラス隊としての参加  |
|                | ケイ           | トランペット※NEO FANTASIAブラス隊としての参加  |

LIVE 2014 “SUMMER DREAM 2”
| ミュージシャン | 愛称           | 担当                                     |
| -------------- | -------------- | ---------------------------------------- |
| 髭白健         | ケンケン       | ドラムス, パーカッション, バンドマスター |
| 馬場一人       | 馬場ちゃん     | ギター                                   |
| 藤田淳平       | 淳平           | キーボード                               |
| 山本陽介       | ようちゃん     | ギター                                   |
| 坂本尭之       | さかもっちゃん | ベース                                   |
| 室屋光一郎     | 大先生室屋     | ヴァイオリン                             |

10th Anniversary Live 〜SANCTUARY〜”
| ミュージシャン | 愛称           | 担当                                     |
| -------------- | -------------- | ---------------------------------------- |
| 髭白健         | ケンケン       | ドラムス, パーカッション, バンドマスター |
| 鍋嶋圭一       | なべちゃん     | ギター                                   |
| 藤田淳平       | 淳平           | キーボード                               |
| 山本陽介       | ようちゃん     | ギター                                   |
| 坂本尭之       | さかもっちゃん | ベース                                   |
| 室屋光一郎     | 大先生室屋     | ヴァイオリン                             |

Symphonic Concert 2015 〜Reincarnation〜
| ミュージシャン                     | 愛称       | 担当                               |
| ---------------------------------- | ---------- | ---------------------------------- |
| 多田彰文                           | -          | 指揮者, シンフォニックプロデュース |
| 須藤賢一                           | ケニー     | キーボード, バンドマスター         |
| 岩田ガンタ康彦                     | ガンちゃん | ドラムス                           |
| 村上聖                             | -          | ベース                             |
| 加藤大祐                           | 大ちゃん   | ギター                             |
| 中村博                             | -          | ギター                             |
| 萱谷亮一                           | -          | パーカッション                     |
| 仁科かおり                         | -          | コーラス                           |
| 内田ゆう                           | -          | コーラス                           |
| 河合夕子                           | -          | コーラス                           |
| 室屋光一郎                         | 大先生室屋 | ヴァイオリン, コンサートマスター   |
| 茅原実里シンフォニックオーケストラ | -          | オーケストラ楽団(41名)             |

LIVE 2015 “SUMMER DREAM 3”
| ミュージシャン | 愛称       | 担当                                 |
| -------------- | ---------- | ------------------------------------ |
| 須藤賢一       | ケニー     | キーボード, コーラス, バンドマスター |
| 岩田ガンタ康彦 | ガンちゃん | ドラムス,パーカッション              |
| 三宅博文       | ひろぽん   | ベース                               |
| 馬場一人       | 馬場ちゃん | ギター                               |
| 山本陽介       | ようちゃん | ギター                               |
| 室屋光一郎     | 大先生室屋 | ヴァイオリン                         |

Live Tour 2016 “Innocent Age”
| ミュージシャン | 愛称       | 担当                       |
| -------------- | ---------- | -------------------------- |
| 須藤賢一       | ケニー     | キーボード, バンドマスター |
| 岩田ガンタ康彦 | ガンちゃん | ドラムス                   |
| 岩切信一郎     | しんちゃん | ベース                     |
| 馬場一人       | 馬場ちゃん | ギター                     |
| 山本陽介       | ようちゃん | ギター                     |
| 室屋光一郎     | 大先生室屋 | ヴァイオリン               |

Live 2016 “SUMMER DREAM 4”
| ミュージシャン | 愛称       | 担当                       |
| -------------- | ---------- | -------------------------- |
| 須藤賢一       | ケニー     | キーボード, バンドマスター |
| 山本陽介       | ようちゃん | ギター                     |
| 馬場一人       | 馬場ちゃん | ギター                     |
| 二家本亮介     | にかちゃん | ベース                     |
| 岩田ガンタ康彦 | ガンちゃん | ドラムス                   |

Live Tour 2017 “Take The Offensive”
| ミュージシャン | 愛称         | 担当                                     |
| -------------- | ------------ | ---------------------------------------- |
| 須藤賢一       | ケニー       | キーボード, バンドマスター               |
| 岩田ガンタ康彦 | ガンちゃん   | ドラムス                                 |
| 二村学         | ビッグボーイ | ベース                                   |
| 馬場一人       | 馬場ちゃん   | ギター                                   |
| 山本陽介       | ようちゃん   | ギター                                   |
| 室屋光一郎     | 大先生室屋   | ヴァイオリン                             |
| 鳴風           |              | ギター ※山本が参加できない公演に代理出演 |

CMB 2nd Live 〜One Night's Legend〜
| ミュージシャン | 愛称       | 担当                       |
| -------------- | ---------- | -------------------------- |
| 須藤賢一       | ケニー     | キーボード, バンドマスター |
| 岩田ガンタ康彦 | ガンちゃん | ドラムス                   |
| 山本直哉       | なおやん   | ベース                     |
| 加藤大祐       | 大ちゃん   | ギター                     |
| 馬場一人       | 馬場ちゃん | ギター                     |
| 山本陽介       | 陽ちゃん   | ギター                     |
| 室屋光一郎     | 大先生室屋 | ヴァイオリン               |

Live 2017 “SUMMER DREAM 5”
| ミュージシャン | 愛称       | 担当                       |
| -------------- | ---------- | -------------------------- |
| 須藤賢一       | ケニー     | キーボード, バンドマスター |
| 岩田ガンタ康彦 | ガンちゃん | ドラムス                   |
| 岩切信一郎     | しんちゃん | ベース                     |
| 馬場一人       | 馬場ちゃん | ギター                     |
| 山本陽介       | ようちゃん | ギター                     |
| 室屋光一郎     | 大先生室屋 | ヴァイオリン               |

Live 2017 〜BOUNENKAI〜
| ミュージシャン | 愛称                    | 担当                       |
| -------------- | ----------------------- | -------------------------- |
| 須藤賢一       | ケニー                  | キーボード, バンドマスター |
| 岩田ガンタ康彦 | ガンちゃん              | ドラムス                   |
| 二村学         | ビッグボーイ/ハンバーグ | ベー                       |
| 馬場一人       | 馬場ちゃん              | ギター                     |
| 山本陽介       | 陽ちゃん                | ギター                     |
| 室屋光一郎     | 大先生室屋              | ヴァイオリン               |

出雲大社御奉納公演 〜一期一会〜
| ミュージシャン | 愛称       | 担当                       |
| -------------- | ---------- | -------------------------- |
| 山本陽介       | 陽ちゃん   | キーボード, バンドマスター |
| 馬場一人       | 馬場ちゃん | ギター                     |
| 二村学         | ハンバーグ | ベース                     |
| 岩田ガンタ康彦 | ガンちゃん | ドラム                     |
| 畠中文子       | 文ちゃん   | キーボード                 |

SUMMER CHAMPION 2018
| ミュージシャン | 愛称       | 担当                       |
| -------------- | ---------- | -------------------------- |
| 須藤賢一       | ケニー     | キーボード, バンドマスター |
| 山本陽介       | 陽ちゃん   | ギター                     |
| 馬場一人       | 馬場ちゃん | ギター                     |
| 岩切信一郎     | しんちゃん | ベース                     |
| 岩田ガンタ康彦 | ガンちゃん | ドラムス                   |
| 室屋光一郎     | 大先生室屋 | ヴァイオリン               |

Live Tour 2019 〜SPIRAL〜
| ミュージシャン | 愛称       | 担当                             |
| -------------- | ---------- | -------------------------------- |
| 須藤賢一       | ケニー     | キーボード, バンドマスター       |
| 馬場一人       | 馬場ちゃん | ギター                           |
| 二村学         | ハンバーグ | ベース                           |
| 岩田ガンタ康彦 | ガンちゃん | ドラムス                         |
| 室屋光一郎     | 大先生室屋 | ヴァイオリン （1月20日のみ欠席） |

SUMMER CHAMPION 2019・15th Anniversary Birthday Live 〜Everybody Jump!!〜
| ミュージシャン | 愛称       | 担当                       |
| -------------- | ---------- | -------------------------- |
| 須藤賢一       | ケニー     | キーボード, バンドマスター |
| 馬場一人       | 馬場ちゃん | ギター                     |
| 岩切信一郎     | しんちゃん | ベース                     |
| 岩田ガンタ康彦 | ガンちゃん | ドラムス                   |
| 室屋光一郎     | 大先生室屋 | ヴァイオリン               |

SUMMER CHAMPION 2020 〜 the Last Live 2021〜Re:Contact〜
| ミュージシャン | 愛称       | 担当                       |
| -------------- | ---------- | -------------------------- |
| 須藤賢一       | ケニー     | キーボード, バンドマスター |
| 馬場一人       | 馬場ちゃん | ギター                     |
| 岩切信一郎     | しんちゃん | ベース                     |
| 岩田ガンタ康彦 | ガンちゃん | ドラムス                   |

20th Anniversary Live “Historical Parade”
| ミュージシャン | 愛称       | 担当                       |
| -------------- | ---------- | -------------------------- |
| 須藤賢一       | ケニー     | キーボード, バンドマスター |
| 瀬川千鶴       | ちーちゃん | ギター                     |
| 馬場一人       | 馬場ちゃん | ギター                     |
| 岩切信一郎     | しんちゃん | ベース                     |
| 岩田ガンタ康彦 | ガンちゃん | ドラムス                   |

Minori Chihara LIVE “Message”
| ミュージシャン | 愛称       | 担当                   |
| -------------- | ---------- | ---------------------- |
| 山本陽介       | 陽ちゃん   | ギター, バンドマスター |
| 二家本亮介     | にかちゃん | ベース                 |
| 青山英樹       | 青山さん   | ドラムス               |
| 柴﨑洋輔       | よーよー   | キーボード             |

### サポートダンサー "CMD"
2014年のライブツアー『MINORI CHIHARA LIVE TOUR 2014〜NEO FANTASIA〜』以降、バックダンサーが不定期で単独ライブやイベントに参加している。こちらもCMB同様、茅原実里同様ファンから絶大な支持を受けている。
茅原本人と誕生日が同じである、サカナちゃんこと笹部佳那は茅原と個人的な親交があり、茅原がライブでピアノ弾き語りを行うきっかけを与えたというエピソードもある。
| 参加メンバー | 愛称         |
| ------------ | ------------ |
| 笹部佳那     | サカナちゃん |
| 水野伽奈子   | カナコ       |
| 井田彩花     | アヤカ       |
| 松島蘭       | ラン         |
| 赤沼秀実     | ヒデミン     |
| 周藤萌       | モエ         |
| 紫〜yukari〜 | ユカリ       |
| 青木眸       | ヒトミ       |

### イベント・ライブ

#### 参加ライブ
2006年
- Animelo Summer Live 2006 -OUTRIDE-（7月8日）

2007年
- らぶドル FIRST LIVE IN YOKOHAMA BLITZ（3月4日）
- 涼宮ハルヒの激奏（3月18日）
- Animelo Summer Live 2007 -Generation-A-（7月7日）
- 『Venus Versus Virus』シークレットライブ（7月22日）
- STARCHILD DREAM in KOBE 2007（9月22日）
- STARCHILD Presents 〜スタチャコレクション〜（10月27日）
- 日本大学生産工学部 桜泉祭 〜芸能人ライブ「美熱」〜（11月3日）

2008年
- Animelo Summer Live 2008 -Challenge-（8月30日）
- Dream Stage -Yui&Minori-（12月7日 台湾・台北）

2009年
- みなみけ!5の2!歌祭りだょ!放課後大爆発!!（2月1日）
- らき☆すた in 武道館 あなたのためだから（3月29日）
- STARCHILD PRESENTS STARCHILD FESTIVAL 2009・spring（4月12日）
- 涼宮ハルヒの弦奏（4月29日）
- 喰霊-零- THE LIVE（5月3日）
- DaiCon-大コン-（7月11日・12日 マレーシア・サイバージャヤ）
- NHK「MUSIC JAPAN 新世紀アニソンSP」公開収録（7月13日）
- ニューヨーク・アニメ・フェスティバル（10月9日）
- Animelo Summer Live 2009-RE:BRIDGE-（8月22日）
- ランティス祭り（9月27日）

2010年
- NHK「MUSIC JAPAN 新世紀アニソンSP.3」公開収録（6月7日）
- Animelo Summer Live 2010 -evolution-（8月29日）
- リスアニ! LIVE 2010 NIGHT STAGE（12月19日）

2011年
- Animelo Summer Live 2011 -rainbow-（8月27日）
- 東日本大震災復興祭2011〜子供たちの未来のために〜（10月30日）
- ANIMAX MUSIX 2011（11月23日）

2012年
- CMB 1st LIVE 〜SOUND MAJESTY〜（3月3日）
- A FES 2012（3月24日）
- Animelo Summer Live 2012 -infinity∞-（8月26日）
- みちのくアニソンフェス2012 〜Eastern Gale（10月7日）
- DENGEKI MUSIC LIVE!! BATTLE STAGE（10月20日）

2013年
- いますぐ恋と選挙と妹だっていいたい!（1月20日）
- 魔界ウォーズLive episode1 アサギの逆襲（7月13日）
- 武装神姫フェス〜マスターのためのフェスティバル〜（7月14日）
- Animelo Summer Live 2013 -FLAG NINE-（8月23日）
- NITRO SUPER SONIC 2013（9月21日）
- ANISMA WORLD 2013 in TOKYO（9月28日）
- みちのくアニソンフェス 2013〜Eastern Gale（10月13日）

2014年
- ANISAMA WORLD 2014 in Taipei（3月28日）
- COMCHA FES 2014 in 野音（4月27日）
- ランティス祭り2014 東海公演（7月19日）
- ランティス祭り2014 関西公演（7月26日）
- DATE A MUSIC (7月27日)
- ANIMELO SUMMER LIVE 2014 -ONENESS-（8月29日）
- ランティス祭り2014 関東公演（9月13日）
- THE IDOLM@STER 9th ANNIVERSARY WE ARE M@STERPIECE!! 東京公演（10月5日）
- ランティス祭り2014 東北公演（11月15日）

2015年
- 〜Anisong World Tour〜 Lantis Festival 2015 in Singapore（3月28日）
- ANIMELO SUMMER LIVE 2015 -THE GATE-（8月30日）
- 中国国際漫画祭 CICF EXPO 2015（10月3・4日 中国・広州）
- ANIMAX MUSIX 2015 YOKOHAMA（11月21日）
- COUNTDOWN JAPAN 15/16（12月28日）

2016年
- リスアニ! LIVE 2016 SATURDAY STAGE（1月23日）
- animeloLIVE! presents アニソンCLUB! VOL.02（7月2日）
- かどみゅ!（9月4日）
- Anime Festival Asia Singapore 2016 I Love Anisong concert（11月26日）

2017年
- ANIMAX MUSIX 2017 OSAKA（1月14日）
- THE IDOLM@STER PRODUCER MEETING 2017 765PRO ALLSTARS -Fun to the new vision!!-（1月29日）
- BANDAI NAMCO SHANGHAI ”ANISONG PARTY”（6月9日 中国・上海）
- Anisong World Matsuri Presents Lantis Party 2017 〜UTAHIME LIVE〜（6月23・24日 台湾・台北）
- Anisong World Matsuri at Anime Expo 2017 -Japan Super Live- （7月1日 アメリカ・ロサンゼルス）
- ANIMELO SUMMER LIVE 2017 -THE CARD-（8月25・26日）
- 第3回京アニ&Doファン感謝イベント「私たちは、いま!!-2年ぶりのお祭りです-」（10月21日）
- ANIMAX MUSIX 2017 YOKOHAMA（11月23日）
- 鶴松屋フェス 秋の大収穫祭2017〜旬なゲストと歌にトークに贅沢三昧 日帰りDXプラン〜（11月24日）
- C3 AFA Singapore 2017（11月25日 シンガポール）
- Act Against AIDS 2017「アニソン AAA Vol.6〜JAM Projectとゆかいな仲間たち〜」in Zepp Tokyo（12月1日）

2018年
- リスアニ! LIVE 2018 FRIDAY STAGE（1月26日）
- Songful days -次元ヲ紡グ歌ノ記憶-（3月3日）
- 中国国際アニメフェア 野声季アニメコンサート（4月29日 中国・杭州）
- とちてれ☆アニメフェスタ2018（5月6日）
- ヴァイオレット・エヴァーガーデン フィルム&コンサート（7月1日）
- 小野大輔 Live Tour 2018 DREAM Journey 東京公演（8月12日）
- Animelo Summer Live 2018 "OK!"（8月25日）

2019年
- 「喰霊-零-」10th Anniversary「祭儀」（2月24日）
- とちてれ☆アニメフェスタ2019（5月5日）
- 20th Anniversary Live ランティス祭り2019 A・R・I・G・A・T・O ANISONG（6月21日）
- Sydney Manga and Anime Show SMASH! Presents I LOVE ANISONG SYDNEY 2019（7月13日 オーストラリア・シドニー）
- Jシリーズフェスティバル in Thailand 2019（7月20日 タイ・バンコク）
- ヴァイオレット・エヴァーガーデン オーケストラコンサート（7月27日）
- Animelo Summer Live 2019 -STORY-（8月31日）
- NITRO SUPER SONIC 20th ANNIVERSARY（9月3日）
- Anison Days Festival（9月20日）
- Lantis Fes 2019 at BilibiliWorld –Anisong Concert-（10月5日 中国・上海）
- 仙台アニメフェス（10月19日）
- ANIMAX MUSIX 2019 KOBE（10月27日）
- NHK「アニソン!プレミアム!Fes.」公開収録（11月15日）
- C3AFA Singapore 2019 I LOVE ANISONGコンサート（12月1日 シンガポール）
- BilibiliWorld 2019 成都（12月22日 中国・成都）

2020年
- りなメロ♪Vol.4（1月12日）
- ミリシタ感謝祭 2019〜2020（1月19日）
- アニゲーフェス 2020 in NAGOYA（2月15日）

2021年
- ヴァイオレット・エヴァーガーデン オーケストラコンサート2021（8月14・15日）
- 第5回京都アニメーションファン感謝イベント KYOANI MUSIC FESTIVAL-感動を未来へ-（11月21日）

2023年
- THE IDOLM@STER M@STERS OF IDOL WORLD!!!!! 2023（2月12日）
- とちてれ☆アニメフェスタ2023（5月6日）
- Miyaco music festival 2023（11月5日 香港）
- 第6回京都アニメーションファン感謝イベント KYOANI MUSIC FESTIVAL-トキメキのキセキ-（11月12日）

2024年
- 涼宮ハルヒの弦奏Revival（1月20日）
- オダイバ!!超次元音楽祭 フユフェス2024（2月24日）
- ANIMAX MUSIX 2024 SPRING（3月30日）
- とちてれ☆アニメフェスタ2024（5月5日）
- 紫羅蘭永恒花園 交響音楽会北京站 ヴァイオレット・エヴァーガーデン オーケストラコンサート（6月8日 中国・北京）
- 境界線上のホライゾン フィルムコンサート（7月27日）
- KIMCHIKURA Fes VOL.3 with ILLUSTAR（8月24日 韓国・ソウル）
- Animelo Summer Live 2024 -Stargazer-（9月1日）
- 大湾区動漫電玩節 大湾区アニメ・ゲームフェスティバルACGGBA 2024（9月16日 中国・深圳）
- ANISAMA WORLD 2024 in 上海（11月16日 中国・上海）
- 声優グランプリ30周年記念 声グラFES.（11月30日-12月1日）

2025年
- VIOLET EVERGARDEN LIVE IN CONCERT（1月18日 タイ・バンコク）
- 『響け!ユーフォニアム』10th Anniversary Event ＜久美子1年生編の部＞ （3月15日）
- ニコニコ超会議2025 超演奏してみたブース（4月27日）
- 俊龍F～死ぬほどあのコールさせてやるよ!～ （5月11日）
- 香港動漫電玩節2025（7月26日 香港）
- Animelo Summer Live 2025 -Thanxx!-（8月31日）

## 書籍

### 写真集
- 『Crescendo』（2009年）
- 『Memories』（2011年）
- 「minoreal」（2020年3月18日、主婦の友社[290]）
- 茅原実里デビュー20周年記念写真集「Holiday」（2024年7月25日、双葉社、ISBN 978-4575319033）